# Бук европейский
Бук европе́йский, или бук лесно́й (лат. Fágus sylvática), — листопадное дерево, вид рода Бук (Fagus) семейства Буковые (Fagaceae).
Ареал вида охватывает почти всю Западную и часть Восточной Европы. Бук европейский — наиболее распространённый вид бука в Европе. Кроме него, в Европе на небольшой территории произрастает только бук восточный (Fagus orientalis).
Бук европейский является важной лесообразующей породой и характерным компонентом широколиственных лесов. Чистые буковые леса образуют отдельную подзону, в настоящее время оставшуюся в основном в горах. В далёком прошлом буковые леса и леса с преобладанием бука занимали гораздо бо́льшую территорию, они нуждаются в охране, как и связанные с ними флора и фауна. Бук европейский имеет ценную древесину, его орешки используются в пищу и на корм скоту. Буковые деревья доживают до 500 лет, и многовековые деревья являются памятниками природы, с ними связано множество легенд. Бук европейский используется в ландшафтном дизайне, многие культурные формы бука европейского выращивают в ботанических садах, парках и дендрариях многих стран мира.

## Название
В некоторых германских языках название бука совпадает со словом «книга»: нем. Buche — «бук», нем. Buch — «книга», швед. bok, норв. bok, дат. bog — «бук» и «книга». Связано это с тем, что первые руны писались на деревянных палочках, вырезанных из бука, или коре бука. А так как бук европейский является единственным представителем рода на большей части территории Европы, то можно сказать, что этот вид дал название всему роду, а также и всему семейству.
Во Франции существует множество местных названий бука европейского: faon, faoug, fau, faug, faux, feux, fay, faye, fayard, fayaux, faye, fou, foug, foutey, foux, foyard. В Юго-Восточной Франции древесину бука называют fayard (или foyard). Существует мнение, что в Средние века старофранцузское слово fau превратилось в фр. fayard и оно имело ещё одно значение: «фея, добрая дама». В то же время имя кельтской богини Фрейи означает «дама» и связано также с нем. Frau. Фрейя отождествлялась с Венерой, была богиней любви, но также и богиней плодородия. Возможно, существует связь бука с кельтскими божествами женского рода, которых кельты отождествляли с деревьями.
Видовой эпитет — sylvatica, лесной — был дан К. Линнеем в его Species plantarum. Второй видовой эпитет на русском языке (европейский) находит большее распространение и привязан к ареалу вида. В конце XIX — начале XX века в ряде русскоязычных источников, в частности, в статье Г. И. Танфильева на страницах энциклопедического словаря Брокгауза и Ефрона, использован эпитет обыкновенный
В немецком языке бук лесной — нем. Rotbuche, что означает «красный бук» и связано с красным оттенком его древесины.

## Ботаническое описание

### Внешний вид

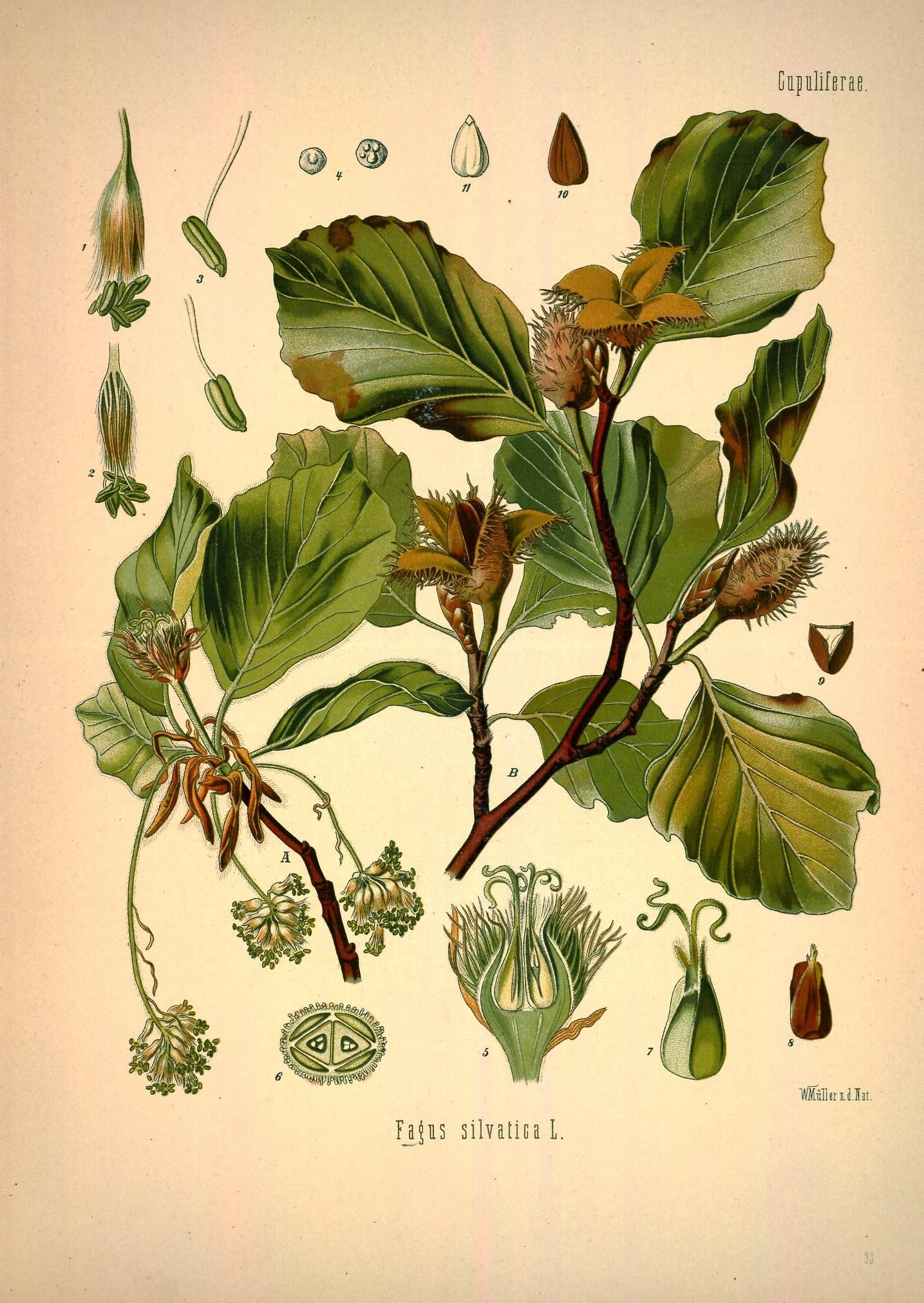

Листопадное дерево до 30–50 м высотой со стройным колонновидным стволом диаметром до 1,5 м–2 (2,5:180; многовековые деревья до 3 м), яйцевидной или широкоцилиндрической, на вершине закруглённой мощной кроной и более-менее распростёртыми, относительно тонкими ветвями. Общая архитектура букового дерева, стремящегося вытянуть свою крону в ширину, определяется широкой формой его листовых пластинок:718. Максимальная площадь кроны — 315 м2:180. В лесу ствол прямой и цилиндрический, крона высоко поднята над землёй. Дерево начинает плодоносить в 20–40 (30–50) лет при одиночном стоянии и в 60–80 лет в лесу, даёт прирост до 350 лет. Доживает до 500 и даже до 930:180 лет, но старые деревья бывают поражены сердцевинной гнилью. По другим данным, предельный возраст бука оценивается в 300 лет:723.
Молодые побеги светло-коричневые, с беловатыми чечевичками, вначале пушистые, позже голые, характерно коленчатые. Ветви круглые голые, красновато-серые, с ясно заметными чечевичками, особенно на более старых ветвях. Кора на молодых стволах серовато-бурая, на старых серая, часто с чешуйками, гладкая и тонкая, сохраняющаяся такой на протяжении всей жизни, что является характерным признаком этого дерева.
Жизненная форма по системе Раункиера — фанерофит, подформа — одноствольное дерево. На северной и высотной границе ареала бук может иметь подформу кустарника, что является его приспособительной реакцией на экстремальные условия. После повреждения ствола по различным причинам, буковое дерево может принять подформу многоствольного дерева. Например, пасущийся в лесу скот (овцы, козы) объедают у молодых деревьев бука концы молодых побегов вместе с листьями. Верхняя оставшаяся часть такого побега засыхает у места раны, а ниже остаётся живой. Нанесённая травма стимулирует спящие почки, из которых появляются новые, даже лучше растущие побеги. Новые побеги на следующий год могут вновь подвергнуться нападению животных. Если это повторяется из года в год, то такие деревья приобретают своеобразную форму роста, не позволяющую животным дальше объедать их. Ветви становятся густыми, а концы их твёрдыми и сближенными, и животные не могут проникнуть через создавшуюся «крепость» к зелёным листьям и молодым побегам:444—445. Часто из таких объеденных животными молодых деревцев формируются многоствольные мощные деревья, называемые в Германии «пастбищными» буками (нем. Weidbuche или Hutbuche).

### Корневая система

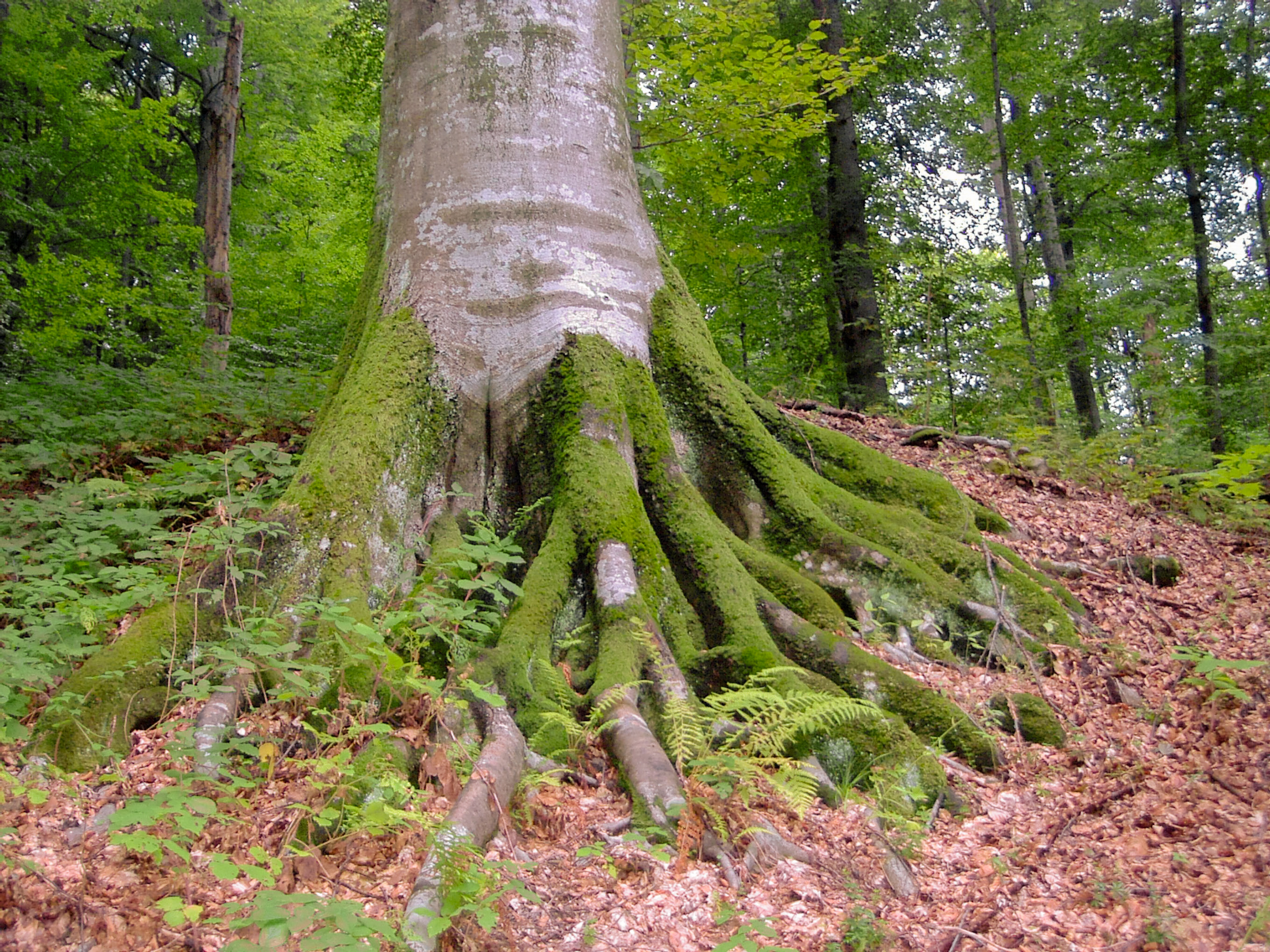
Комлевая часть с видимыми поверхностными корнями. Угольско-Широколужанский массив букового леса, Украина

Корневая система мощная, но неглубокая, без ясно выраженного стержневого корня (утрата стержневого корня происходит в двадцатилетнем возрасте), с боковыми корнями, уходящими косо вглубь почвы, и большим количеством поверхностных корней, нередко огибающих встречающиеся камни и срастающихся между собой. Корни соседних деревьев в лесу также иногда срастаются между собой. Мелкие окончания корней нередко направлены вверх и щёткообразно ветвятся в слое мёртвой подстилки, образуя микоризу. У старых деревьев часто сильно разрастаются корневые лапы, вследствие чего в комлевой части ствола появляется желобчатость. Порослевое возобновление от пня происходит до возраста 30 (60) (20–50) лет. По другим данным, бук хорошо возобновляется пнёвой порослью при диаметре пня 10 см, но уже при диаметре 20 см пнёвое возобновление резко снижается. Корневых отпрысков не даёт. Извилистая форма бука европейского (Fagus sylvatica f. tortuosa) может размножаться за счёт корневых отпрысков.

### Почки
Почки до 1,5–2 (3) см длиной и 2,5–4 мм толщиной, цветочные — значительно толще, характерно веретеновидные, длиннозаострённые; чешуи красно-бурые или светло-коричневые, острые, многочисленные, черепитчато налегающие, у верхушки несколько опушённые. Боковые почки сильно отстоящие. Листьям, находящимся ещё в почке и распускающимся, характерна складчатость. От средней жилки каждого листа отходят очень крепкие боковые жилки. Зелёная часть листа образует между сближенными боковыми жилками глубокие складки, лежащие друг возле друга, наподобие веера. В начальной стадии раскрытия почек видны кожистые прилистники, которые при полном развёртывании листа засыхают и опадают. Эти прилистники защищают нежную ткань молодых листочков бука от воздействия солнечных лучей днём и низких температур в ночные часы:342—344. Прилистники длинные, узкие, бурые. Почки раскрываются на Украине в Угольском массиве Карпат примерно 10 апреля на высоте 650 м над уровнем моря и 25 апреля на высоте 1120 м над уровнем моря:212, в районе Бобруйска — в конце апреля, в Санкт-Петербурге — в начале мая.

### Листья
Листорасположение очерёдное, двурядное, угол между ортостихами составляет 180° или 120°:406. Черешки опушённые, (0,5) 0,8–1,0 (1,8) см длиной. Листья эллиптические, широкозаострённые к основанию и к вершине, 4–10 (15) см длиной, 2,5–7 (10) см шириной, с перистым жилкованием, с пятью — восемью парами боковых жилок, по краю слабоволнистые и иногда с редкими небольшими зубцами, сверху тёмно-зелёные и блестящие, снизу светлее и со слегка приподнятыми жилками, в молодости шелковисто-опушённые, позже голые и лишь по краю и жилкам снизу прижато-опушённые.
Листья побегов из спящих почек более-менее ясно пильчатые:480. Только что распустившиеся листья никогда не бывают параллельны земле, а всегда отвесны. Это второе средство защиты от воздействия солнца. Шелковистая опушённость молодых листьев бука является третьим средством защиты. Шелковистые волоски у бука сидят только по краям и боковым жилкам, а зелёная мякоть листа совсем голая. Но так как зелёные части листа заложены складками, а боковые жилки сильно сближены, то сидящие на них волоски заходят на другие жилки и все углубления складок оказываются покрыты ими. Волоски защищают ткань листа от солнца, пока она не окрепнет, а затем складки расправляются, и лист принимает из отвесного горизонтальное положение. После этого волоски утрачивают значение, обычно опадают или остаются в скомканном виде по жилкам:346. Устьица располагаются только на нижней поверхности листьев с плотностью 340 пар/мм². Максимальная удельная плотность листьев у деревьев среднего возраста — 875 мг/дм2. Этот показатель характеризует интенсивность фотосинтеза растения. У бука европейского он не очень высокий, максимальный из древесных растений у ели обыкновенной — 1201 мг/дм2:180.
|                       |  |  |  |  |
| Стадии развития листа |  |  |  |  |

Осенью листья сперва жёлтые, затем бурые, опадают в конце октября. Время листопада зависит от местных условий, прежде всего, от температуры и влажности воздуха. Так, в тенистых сырых лесных ущельях листья бука могут оставаться зелёными, в то время как рядом, на сухих холмах побуревшая листва совсем опала:350. Листопад у бука начинается с концов веток и доходит до основания:354. Листья могут и не опадать, высохнув, они сохраняются в течение зимы, что чаще наблюдается у молодых деревьев:30

### Соцветия и цветки
Бук европейский — однодомное растение с раздельнополыми цветками. Соцветия появляются в пазухах нижних листьев. Тычиночные цветки в дихазиальных головчатых соцветиях, свисающих на длинных ножках; околоцветник мелкий, невзрачный, 2,5–5 мм длиной, воронковидно-колокольчатый, из четырёх — пяти (семи) линейных или линейно-ланцетных, внизу сросшихся листочков 1,5—2,5 мм длиной, обычно превышающих трубку 1–2,25 мм длиной, по краю обычно с белыми волосками; тычинки в числе четырёх (десяти) — пятнадцати (двадцати), 3–8 (10) мм длиной, 0,25–0,5 мм шириной, заканчиваются на разной высоте, превышая длину околоцветника; имеется рудиментарный пестик; пыльцевые зёрна очень крупные, эллиптические:92, с камерными по́рами и тремя очень узкими продольными:93 бороздками. Ветроопыляемое растение. Пыльца тяжёлая и распространяется на небольшое в горизонтальном направлении расстояние. Бук относится к квазирегиональным древесным растениям, пыльца которых переносится на расстояние, измеряемое километрами и десятками километров, в отличие от региональных, пыльца которых переносится на расстояние, измеряемое десятками и сотнями километров:91.
Пестичные цветки в двухцветковом (в результате редукции среднего цветка) дихазиальном соцветии, с 3—5-лопастным (6-лопастным) околоцветником, сросшимся с нижней трёхгнёздной завязью, имеющей по две семяпочки в каждом гнезде, с тремя удлинёнными волосистыми столбиками и трёхлопастными рыльцами, собраны по 2–3 (4) и окружены четырёхлопастной обёрткой (плюской), сидящей на ножке. Плюска имеет форму урны:405, с четырьмя или тремя (в случае редукции двух цветков) створками, усажена снаружи мягкими шипами:405 и покрыта шиловидными листочками 3–10 мм длиной, к моменту созревания плодов разрастается и древеснеет. Ножка плюски прижато-опушённая, 0,8–1,8 см длиной. Цветёт в апреле — мае, одновременно с распусканием листьев.
Зачатки мужских соцветий закладываются летом предшествующего цветению года, зачатки женских — значительно позднее. Большое количество зачатков закладывается при продолжительной сухой и тёплой погоде. Для нормального формирования женских соцветий бук нуждается в низких температурах зимой (минимум несколько сотен часов). Дифференциация соцветий происходит лишь весной, после установления устойчивых положительных температур.
Медонос и пергонос.
Формула цветка: {\displaystyle \ast P_{(4-6)}\;A_{8-12}\;G_{0}} и {\displaystyle \ast P_{6}\;A_{0}\;G_{({\underline {3}})}}.

### Плоды
Плоды (так называемые буковые орешки) — трёхгранные орехи с острыми (почти до короткокрылатых) рёбрами, 1–1,6 (2) см длиной, равны по длине лопастям плюски или короче её, с тонкой, деревянистой, коричневой, блестящей оболочкой, с матовой треугольной площадкой, большей частью по два, реже по четыре в плюске, которая осенью во время листопада растрескивается на четыре (или три) доли не совсем донизу. В каждом орехе по 1–2 семени. Зародыш со складчатыми жирными семядолями, содержащими до 50% масла. Созревают в конце сентября (октябре) и осыпаются с октября по ноябрь, всхожесть 70 (60—95)% сохраняется до весны следующего года. Обильные урожаи орешков повторяются через 3—5 лет, по другим данным — через 10–12 лет. Масса 1000 орешков, в среднем, по одним данным 180 по другим — 275 г:194, по третьим — 200, максимальная — по одним данным 300:180, по другим — 350 г. Максимальная продуктивность дерева — 80 000 семян:195. Буковые деревья в Винницкой области дают до 25 000 кг орешков на один гектар (данные на 1953 год).
Размножение семенное, очень редко бывает вегетативным. Зоохор.
С большим трудом сохраняются семена бука, богатые белком и крахмалом.
При закладке на зимнее хранение семена должны иметь влажность 15-16% при температуре от 0 до +5 градусов.
| |  |  |  |  |
| Слева направо: женская и мужские серёжки, незрелые плоды, зрелый плод, растрескавшиеся плоды, орехи и семена |  |  |  |  |

### Всходы
В естественных условиях семена прорастают в марте — апреле, когда среднесуточная температура станет 8–10 °C. При осеннем посеве всходы появляются на следующий год рано весной; при весеннем — через 3–6 недель. В неблагоприятных для прорастания условиях семена способны к вынужденному покою до второй весны:197. Сеянцы бука могут приживаться в лесу среди сомкнутого травяного покрова:197. Более того, в первый год они нуждаются в затенении, которое есть в естественных условиях. Всходы имеют надземные семядоли: супротивные, сидячие, почковидно-округлые, крупные, 15–25 мм длиной и 30–40 мм шириной, по краю волнистые, складчатые, жирные, с верхней стороны зелёные, с нижней — белые. Первичные листья овально-яйцевидные, на коротких черешках, по краю волнисто-выемчато-зубчатые, реснитчатые:159. Быстро развивают стержневой корень длиной 20–30 см. В первый год сеянцы достигают высоты 10–20 см, выходят из травяного покрова на пятый — шестой год:197. Вначале растут медленно, наиболее быстро в возрасте сорока — шестидесяти (восьмидесяти) лет, затем прирост происходит за счёт утолщения ствола и развития кроны.

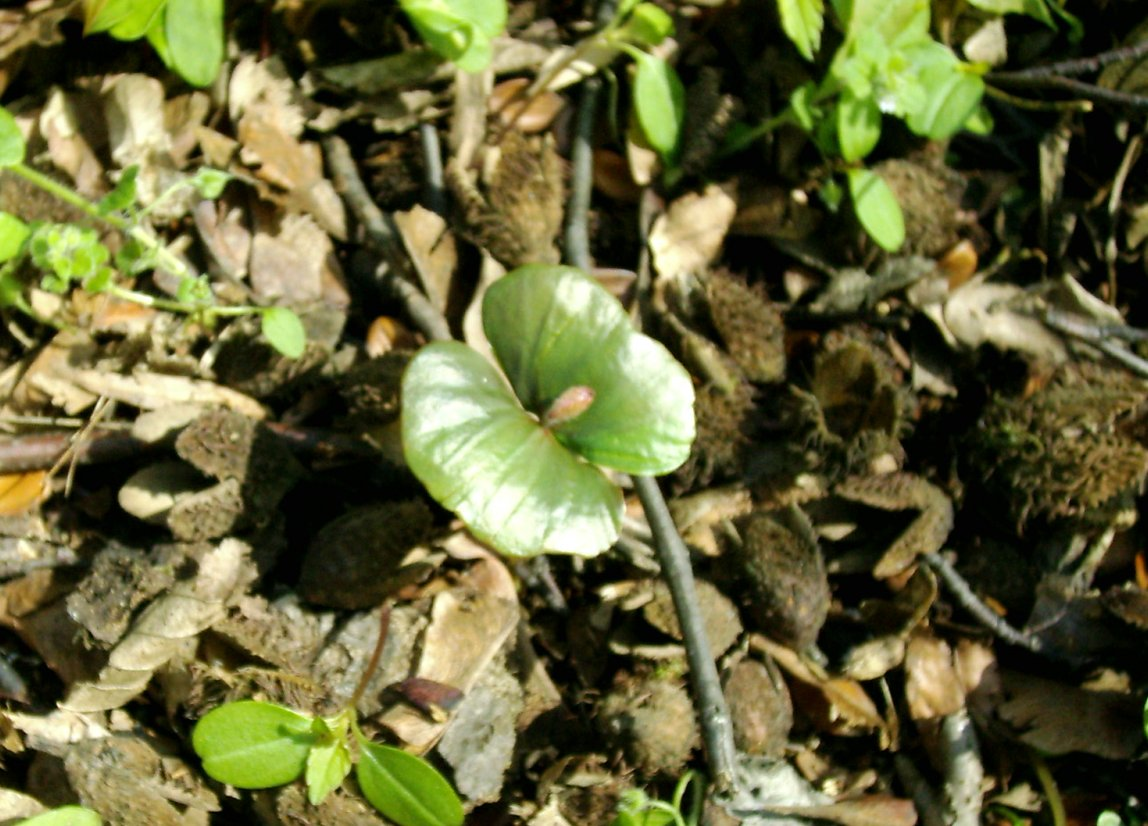
Сеянец бука

Семена характеризуются сильным экзогенным и глубоким физиологическим покоем. Прорастанию семян бука препятствует физиологический механизм торможения, даже после освобождения от оболочки они приобретают способность прорастать только после достаточно длительной стратификации при температуре 1–5 °C (оптимум 3 °C) в течение 3–5 месяцев. Однако и при стратификации прорастание семян очень растянуто. Прорастанию лишённых околоплодника семян и изолированных зародышей способствует обработка раствором гиббероловой кислоты (100 мг/л); слабее действует обработка раствором кинетина (100 мг/л) или тиомочевины (7,5 г/л). Б. Сушка и А. Клучиньская рекомендуют после сбора семян высушивать их при температуре не выше 15—20 °C, хранить на холоде; стратификацию проводить так: намачивать до влажности 31% в течение 1,5–2,5 месяцев до появления 10% проростков, затем высевать и выдерживать при температуре 3 °C в течение 0,5–1 месяца в условиях высокой влажности субстрата, после чего проращивать при температуре 20 °C.

## Распространение и экология

### Ареал
В Европе ареал вида охватывает:
- Северную Европу: Дания[40], Норвегия (юг)[40], Швеция (юг)[40], Великобритания (Англия);

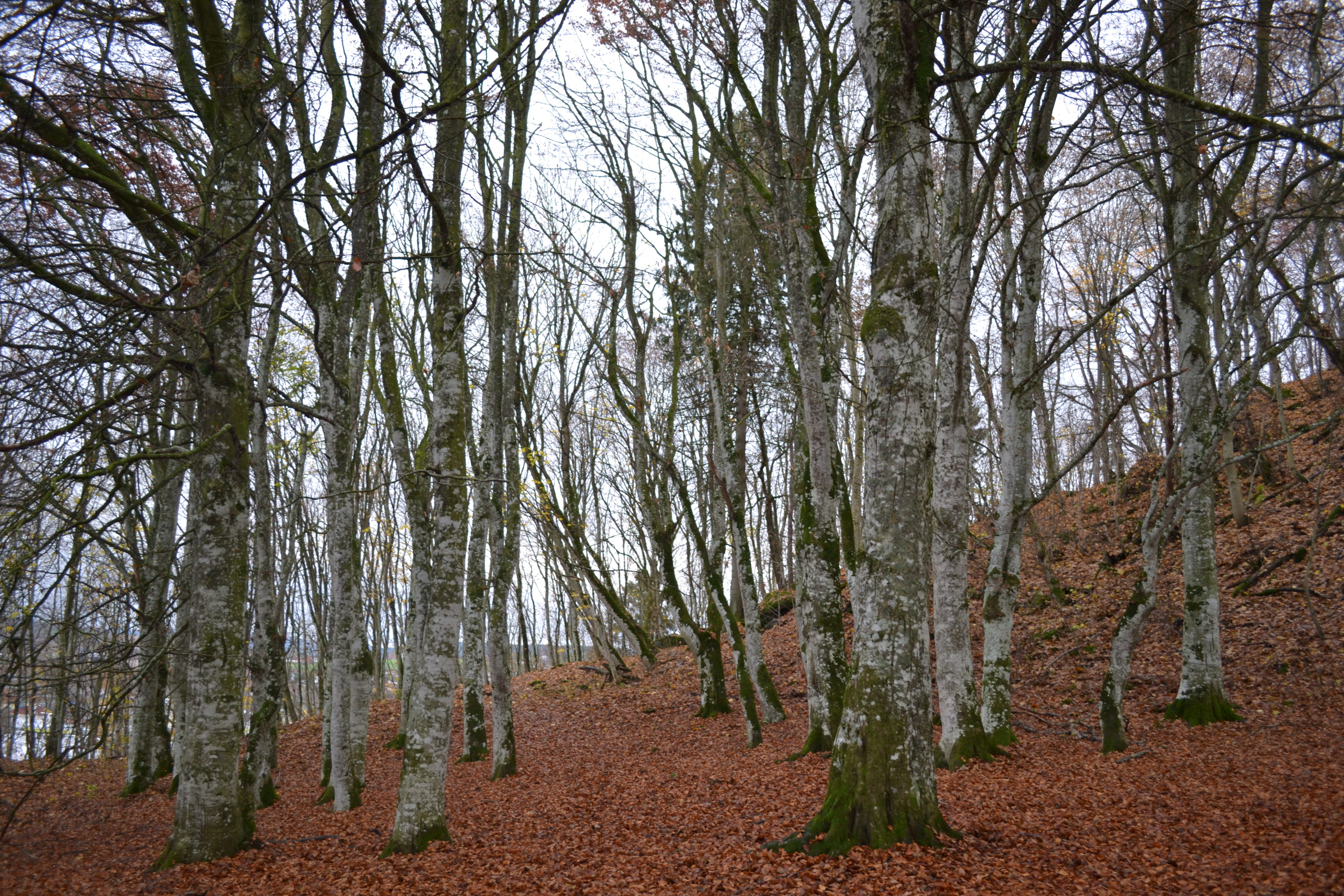
Самый северный буковый лес в мире находится в Норвегии в Левангере, провинция Нур-Трёнделаг

- Центральную Европу: Австрия, Бельгия, Чехия, Словакия, Германия, Венгрия, Нидерланды, Польша, Словения, Швейцария;
- Южную Европу: Албания, Болгария, Хорватия, Черногория, Сербия, Северная Македония, северная Греция, Италия (север и центр[40], включая также Сицилию), Босния и Герцеговина, Румыния, Франция (включая Корсику), Люксембург, Испания, северная Португалия[40], северо-западная Турция;
- часть территории бывшего СССР: Украина (Карпаты, Ивано-Франковская, Львовская, Ровненская, Тернопольская, Хмельницкая, Винницкая области)[19][41], Молдова (северо-западные Кодры)[42], Россия (Калининградская область), а также горы Крымского полуострова[43].

Вид описан из Западной Европы.
Интродуцирован на территориях:
- Северная Америка (Мэн, Мэриленд, Массачусетс, Нью-Йорк, Огайо, Род-Айленд, Юта)[44];
- Великобритания (Северная Ирландия, Шотландия);

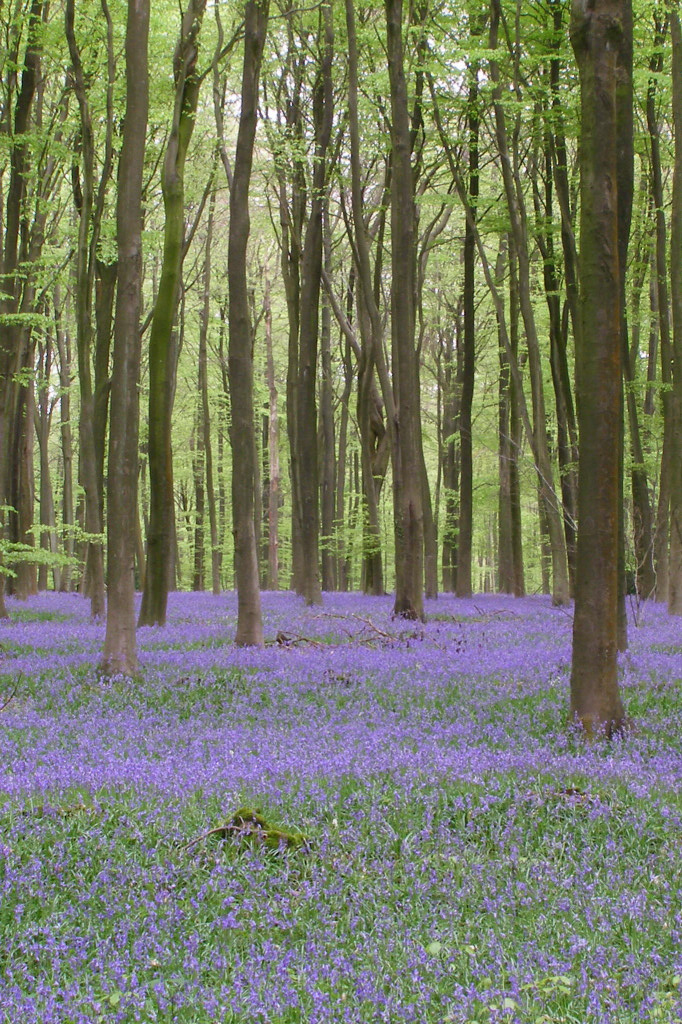
Гиацинтовый буковый лес в Гэмпшире

- Красносельский район Санкт-Петербурга (платформа Дудергоф, Дудергофские высоты)[45]. На Дудергофских высотах натурализовавшийся бук встречается на небольшом участке в смешанном лесу в виде кустов или небольших многоствольных деревьев 6—8 м высотой, размножающихся вегетативно[46][47][48].

По отношению к влаге бук европейский — мезофит. Уровень осадков в равнинных местах произрастания бука не менее 500 мм, в горах больше, до 1000–1700 мм. По отношению к температуре — мезотерм. Весенние заморозки в 2–5° убивают всходы и молодую листву. Абсолютный температурный минимум от −25° до −35 °C, но длительное воздействие низких температур (от −13° до −23 °C) вызывает у него растрескивание ствола и отхождение коры. Морозы до −40 °C в феврале и до −33 °C в марте, особенно при большом колебании температуры в течение суток, вызывают массовую гибель деревьев.
Бук европейский является характерным компонентом широколиственных лесов, образует чистые и смешанные леса с видами дуба, клёна, граба, липы, ясеня, берёзы, ольхи и других лиственных деревьев, в условиях морского климата в горах бук нередко образует верхнюю границу распространения древесной растительности, обычно же на больших высотах с буком начинают перемежаться различные виды пихты, ели и других хвойных деревьев, постепенно вытесняя его. В зоне смешанных лесов в западной части своего ареала и на южных склонах гор буковые леса, чередуясь с хвойными, занимают более богатые известковые почвы. Наилучшего развития буковые леса достигают в горах на благоприятных почвах.
Западная граница ареала ограничивается бедными почвами приатлантического побережья, где бук перестаёт доминировать. В центральной части Западной Европы, на Верхнерейнской низменности, в междуречье Зале и Эльбы, в Средней Чехии и Южной Моравии его распространению препятствует засушливый климат:235—236. В Румынии бук европейский произрастает в Карпатах, Западно-Румынских горах, предгорьях Карпат и на Трансильванском плато. Он встречается отдельными деревьями и небольшими группами на Трансильванской равнине и в Мунтении. За пределами сплошного ареала встречается в виде островов, в Олтении: лес Быковец (около Крайовы), лес Стармина (Хинова (рум. Hinova, Mehedinți), Дробета-Турну-Северин), лес в районе города Брабова; в Добрудже: лес Валя Фагилор в Лункавице (Мэчин), лес в Тулче.
В Великобритании западная граница естественного ареала проходит по территории резервата природы «Кум-Клидах» (англ. Cwm Clydach National Nature Reserve), находящегося на южном берегу ущелья, образованного одноимённой рекой.
Северная и восточная граница ареала определяется климатическими условиями. Бук европейский не выдерживает сокращения периода вегетации менее чем до пяти месяцев и понижения средней температуры января ниже −5 °C. В Калининградской области бук европейский сохранился отдельными участками на Балтийской косе, в пределах Вармийской возвышенности, в окрестностях города Ладушкин, на Самбийском моренном плато. Различные источники указывают произрастание бука европейского в Беларуси, но во «Флоре СССР» эта страна для ареала бука не приводится, не входит он и в список растений Беларуси, созданный Центральным Ботаническим садом НАН Беларуси. Северо-восточная граница ареала проходит по территории Польши: от Калининграда на юг до Лидзбарка-Варминьского, через Ольштын, Бродницу на запад до Хелмно, Быдгоша, вокруг Вонгровца, делает круг на западе через Познань, Гродзиск-Мазовецкий, Лешно, затем идёт к востоку до Калиша, Лодзи, Скерневице, поворачивает к Раве-Мазовецкой, Опочно, Радому, проходит затем через Казимеж, Люблин, Хелм, круто поворачивает к югу до Замостья, Томашува-Любельского и границы Польши. Зона распространения доходит на восток до южного берега Крыма. В Крыму, кроме бука европейского, растёт бук восточный, по морфологическим признакам и экологии очень близкий буку европейскому, а также образовавшийся между ними гибрид — бук крымский. Этот же гибрид растёт и на Балканском полуострове, в местах соприкосновения двух видов бука, как это имеет место в Болгарии. В Турции бук европейский растёт в пограничных с Болгарией областях и вдоль Черноморского побережья, перемежаясь с буком восточным и вытесняясь им к востоку.
На Украине бук европейский растёт преимущественно в Карпатах. Нижняя граница его распространения в украинских Карпатах проходит в направлении: Ужгород, Мукачево, Виноградов, Тячев, Великий Бычков и на Рахов. А верхняя граница сплошных буковых лесов в Карпатах проходит почти по вершинам гор от польско-словацкой границы через Ужок, Воловец, Майдан, Межгорье, Усть-Чёрную, Ясиня и на Рахов. То есть граница проходит почти параллельно границе Закарпатской области. На северо-восточном склоне Карпат бук европейский растёт не сплошным массивом, а отдельными, хотя и внушительных размеров, островками среди темнохвойных (пихтово-еловых) лесов. Современная общая граница распространения бука европейского на Украине проходит от польской границы через Рава-Русскую, Львов, Золочев, а затем, согласно рельефу местности, она идёт на Броды, Кременец и до устья реки Стрыпа, после чего поворачивает на юг и проходит до границы с Румынией через Отыния, Коломыю и возле Черновцов. Таким образом, буковые леса растут почти по всей территории Прикарпатья в Приднестровье, на Расточье и Ополье. За пределами этой области буковые леса встречаются в виде островов размером от 0,5 до 300 га по всей Волынско-Подольской возвышенности: в Ровненской, Тернопольской, Хмельницкой и Винницкой областях (например, окрестности Городка и Сатанова Хмельницкой области, Волковецкий лес в Борщёвском районе Тернопольской области). А отдельные деревья и группы деревьев растут среди природных грабняков даже в Черкасской области. Здесь, на восточной границе своего ареала, бук европейский занимает свою экологическую нишу на наиболее возвышенных участках, которые хорошо увлажняются преобладающими западными ветрами, являясь эдификатором монодоминантных (то есть состоящих из одного биологического вида) сообществ:106.

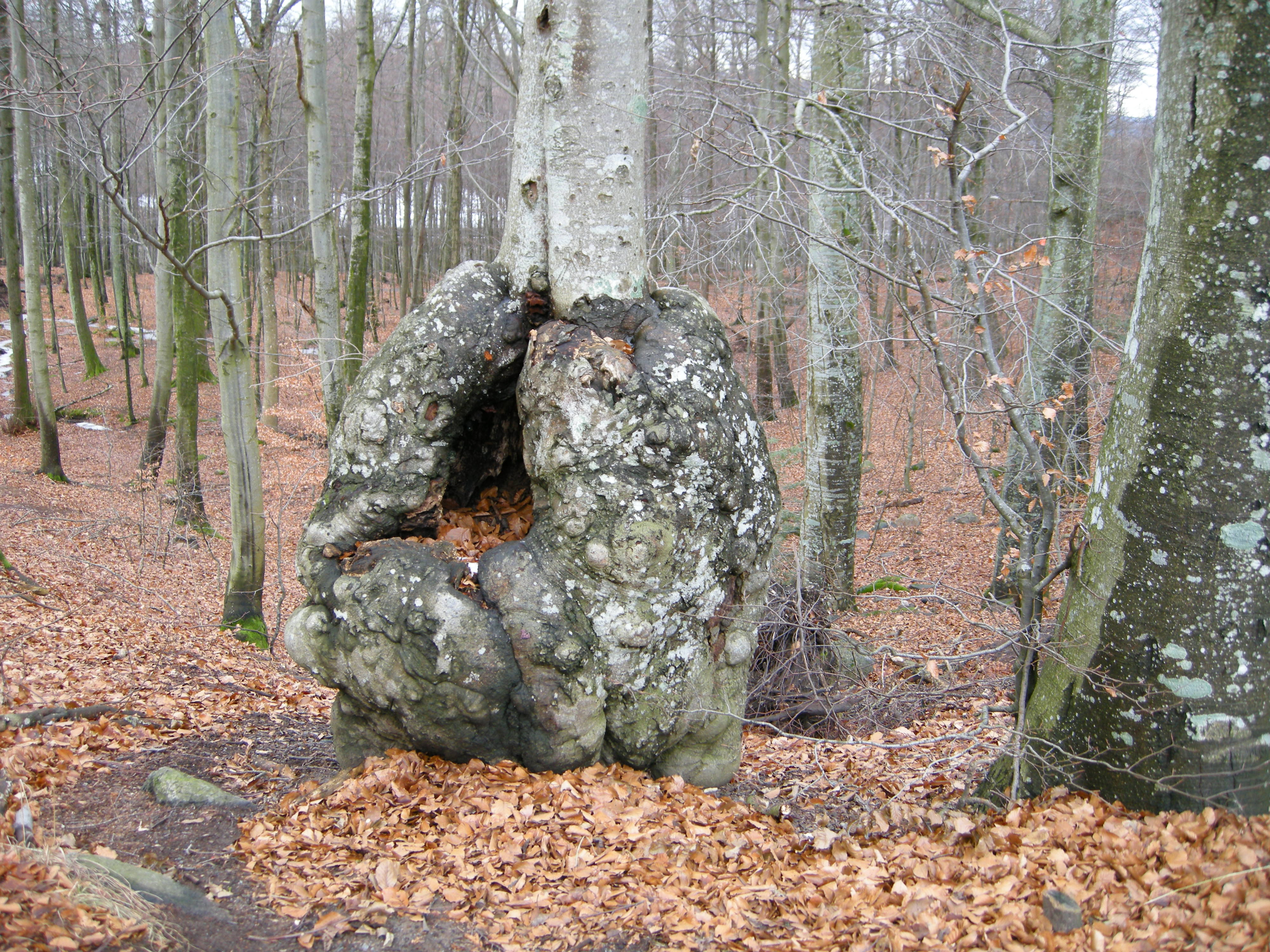
, дерево на переднем плане с наплывом, образовавшимся в результате морозобойной раны

На севере бук европейский доходит на морском побережье Норвегии до Линноса и Левангера. Самый северный в мире буковый лес находится в Левангере (провинция Нур-Трёнделаг). Крупнейший в Норвегии буковый лес (300 акров) находится в Ларвике. В Швеции северная граница ареала проходит от центра Бохуслена до юго-восточной части Крунуберга, затем на север до границы с Эстергётландом, затем на юго-восток до пролива Кальмарсунд. В виде отдельных экземпляров и небольшими группами бук европейский также встречается в северном Вестергётланде, на севере Смоланда и других местах, в посадках в Евле.
В Испании бук европейский встречается в Пиренеях, изредка в Кантабрийских горах. В Пиренеях бук встречается на территориях природных парков Дегезо-дель-Монкайо, Эльс-Портс, Хайедо-де-Техера-Негра, в Риасе. Хорошо сохранились буковые леса в провинции Леон и в горах Страны Басков. Лес Айедо-де-Монтехо (исп. Hayedo de Montejo) в Мадриде часто называют самым южным буковым лесом в Европе, хотя даже на территории Испании есть буковые леса, расположенные южнее. Западная граница в Испании проходит в горах на востоке Галисии и в прибрежной части Вальдеса.
На севере ареала буковыми лесами заняты в основном равнины, на юге — определённый пояс гор: в Скандинавии — до 190, в Арденнах — от 200 до 500, на Трансильванском плато — от 400 до 700, а на юге до 1100, в Пиренеях — от 750 до 1200 (до 1870), в Гарце — до 970, в Вогезах — до 1380, в Альпах — от 800 до 1800, в Крыму от 500 до 1450–1460 на западных яйлах и до 1250 на восточных, в Карпатах и Татрах — от (100) 500-1300:204 (1400–1440; 1500), в Тироле — до 1680, в Апеннинах — до 1970 м над уровнем моря. Нижняя граница может снижаться до 50—100 м над уровнем моря, что имеет место в Болгарии, Югославии и на окраине Среднедунайской равнины. В средиземноморской зоне бук встречается только в горах, в поясе облаков, где нет летних засух и климат сходен с климатом северных широт. В засушливых горах Сьерра-де-Гвадаррама в Центральной Испании он выпадает из древостоя. В Греции на юг ареал бука европейского доходит до острова Оксия в Ионическом море, в Апеннинах — до широты Сицилии, на Адриатическом побережье — до Средней Албании.
Бук европейский обладает высокой конкурентоспособностью, то есть способностью вытеснять другие виды в борьбе за выживание. При оценке по 12-балльной шкале он занимает третье место среди древесных растений Европы после дуба черешчатого и ели обыкновенной. Буковые деревья имеют максимальные размеры по сравнению с другими деревьями, произрастающими с ним в лесу, при этом им свойственно длительное удержание территории и высокий текущий прирост биомассы, направляемой на построение вегетативных органов. Существенная отсрочка начала плодоношения в условиях леса и длительные периоды со слабым плодоношением в сочетании с максимальным ежегодным нарастанием биомассы способствуют вложению большого количества веществ в отдельное семя и получению потомков с большой выживаемостью и конкурентоспособностью. Это качество позволяет буку европейскому играть роль эдификатора:179—185.
Так как буку европейскому в экологически оптимальных условиях свойственна только одна жизненная форма (одноствольное дерево), его фитоценотическая пластичность невысока. Но по совокупности признаков, характеризующих толерантность вида, буку европейскому свойственна терпимость к давлению эдитификаторов среды. В неблагоприятных конкурентных условиях подрост бука сокращает интенсивность процессов и экономно расходует вещества на поддержание существующих структур в ожидании улучшения этих условий:192—193.
Для буковых лесов характерно быстрое смыкание окон, образующихся в результате падения старых деревьев и других причин. Кроны буковых деревьев, смежные с окнами, быстро разрастаются; в результате такого разрастания небольшие окна за 5—10 лет полностью смыкаются ещё до формирования полога подроста в окне:66.

### Почвы, флора и фауна букового леса
По требованиям к почве бук европейский мезотроф. Почвы на равнинах — бурые лесные, в горах — дерново-подзолистые и подзолистые, растёт бук также на кислых и известковых почвах, а также на лёссовых парабурозёмах, на склонах с мелким почвенным слоем имеют место массовые ветровалы. Бук выбирает более сухие, известковые почвы в районах с влажным приморским климатом, как, например, на Британских островах. В более умеренном климате для него наиболее благоприятны бурые лесные почвы. Бук не растёт на застойно увлажнённых и переувлажнённых почвах, на лёгких песчаных почвах и сухих склонах.

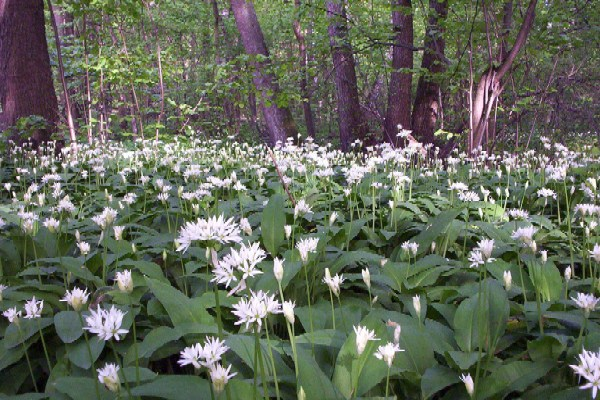
Цветение черемши в природном резервате «Буковое плато Эльблонг», Польша

Буковые деревья, являясь широколиственными, создают тень, поэтому подлесок в них обычно отсутствует, или же его образуют лишь вечнозелёные кустарники, такие как падуб остролистный, клекачка перистая, бересклет карликовый и тис ягодный, а в травяном покрове в основном присутствуют весенние эфемероиды, приспособленные к цветению и созреванию плодов до полного распускания листьев деревьев и в период длинного светового дня.
Произрастающие в буковом лесу грибы выполняют первичную роль при разложении листвы и ветвей, а также образования микоризы с буковыми деревьями. Роль микоризы в жизни бука велика, без микоризы бук не может нормально расти и развиваться. Микоризные грибы выполняют химическую и механическую защиту корней от бактерий, улучшают водо- и минеральное обеспечение деревьев. Буку свойственна эктомикориза:16—17.
В буковых лесах проживают до сотни видов различных птиц, перелётных и зимующих. Бук обеспечивает их жильём: птицы устраивают гнёзда в дуплах или вьют их на деревьях. Устраивают свои жилища в дуплах бука также соня-полчок, лесная соня, белка. В буковых лесах водятся благородный олень, косуля, кабан, бурый медведь, волк, лисица, дикая кошка; в исторические времена, вероятно, встречались лось и зубр. Изредка встречаются лесная куница, хорёк, горностай и ласка; более обыкновенен барсук. В буковых лесах обыкновенны белка, сони полчок, лесная и орешниковая. В лесной подстилке букового леса находят подходящие условия для существования многие виды насекомых. В результате вмешательства человека и его хозяйственной деятельности многие животные, обитавшие ранее в буковых лесах, исчезли.

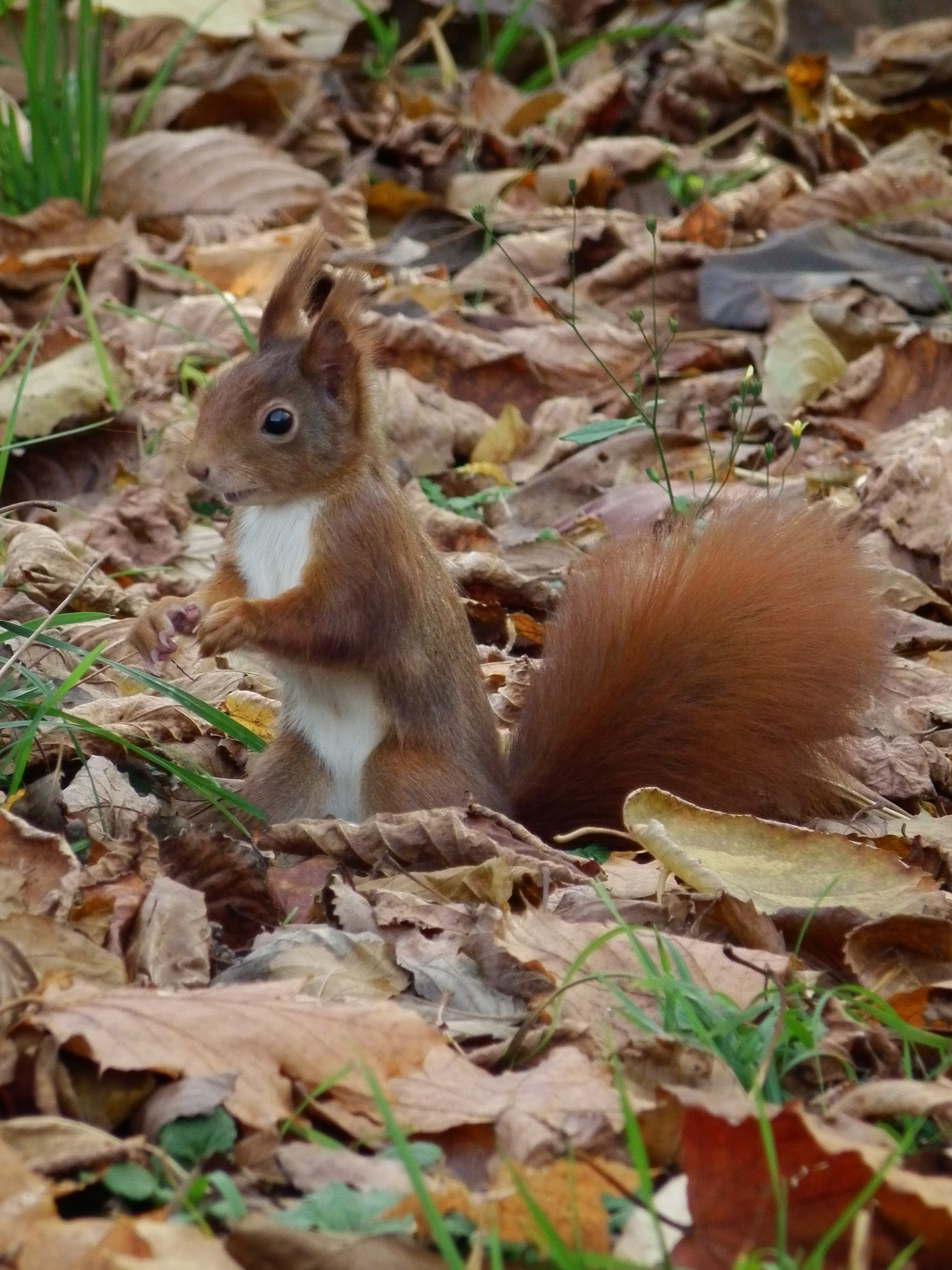
Обыкновенная белка, Гейдельберг, Германия

Буковыми орешками кормятся мыши, белки, сони, барсуки, кабаны, птицы; они входят также в рацион питания косуль. Листья служат пищей многочисленным насекомым, а также некоторым копытным и грызунам.
Травоядные животные находят в буковом лесу в качестве корма также и травянистую растительность. Во многих местностях буковые леса издавна используются населением для выпаса домашнего скота.
В отличие от лесов других типов, в буковом лесу, имеющем небольшой подлесок и травяной ярус, а значит, незначительное количество ягод, фруктов, травянистой растительности, птицы и млекопитающие находят мало растительной пищи. Зато в нём хорошо развита листовая подстилка, создающая условия для развития многочисленных беспозвоночных, служащих пищей земноводным, млекопитающим и некоторым птицам, например, дроздам:130.
Листьями бука питаются гусеницы бабочек. Личинки жуков питаются древесиной ослабленных и отмирающих буковых деревьев. Они дополняют разрушение погибающих деревьев, не являясь их вредителями.
Семена бука распространяют соня-полчок, сойки, млекопитающие семейства Мышиные (желтогорлая и лесная мыши, рыжая полёвка) и обыкновенная белка. Они делают запасы, часть которых остаётся неиспользованной, а также теряют орешки бука по дороге к кладовым:201.
Цветки бука дают пыльцу-обножку медоносным пчёлам.

### Вредители и болезни

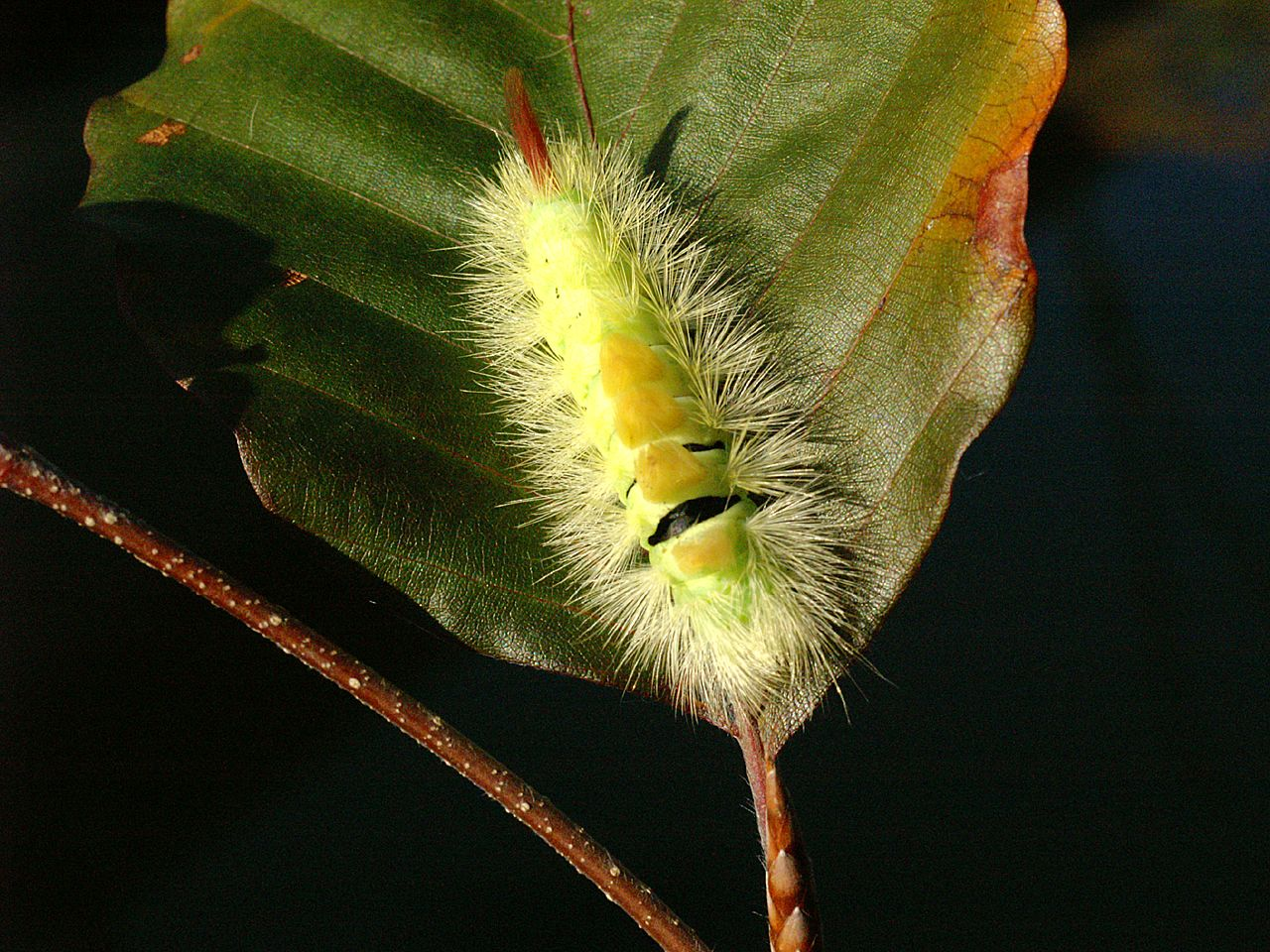
Гусеница краснохвоста на листе бука

Среди множества вредителей бука европейского различают вредителей, поедающих, скелетирующих, минирующих листья, повреждающих плоды, вредящих сеянцам и молодой поросли бука, а также короедов, лубоедов и скрытностволовых вредителей. Основными вредителями являются насекомые и грибы, но значительный вред буковым деревьям наносят также млекопитающие и птицы. Вредное воздействие человеческой жизнедеятельности вызывает болезни бука, которые могут погубить буковые леса на огромной площади.

### Охрана буковых лесов

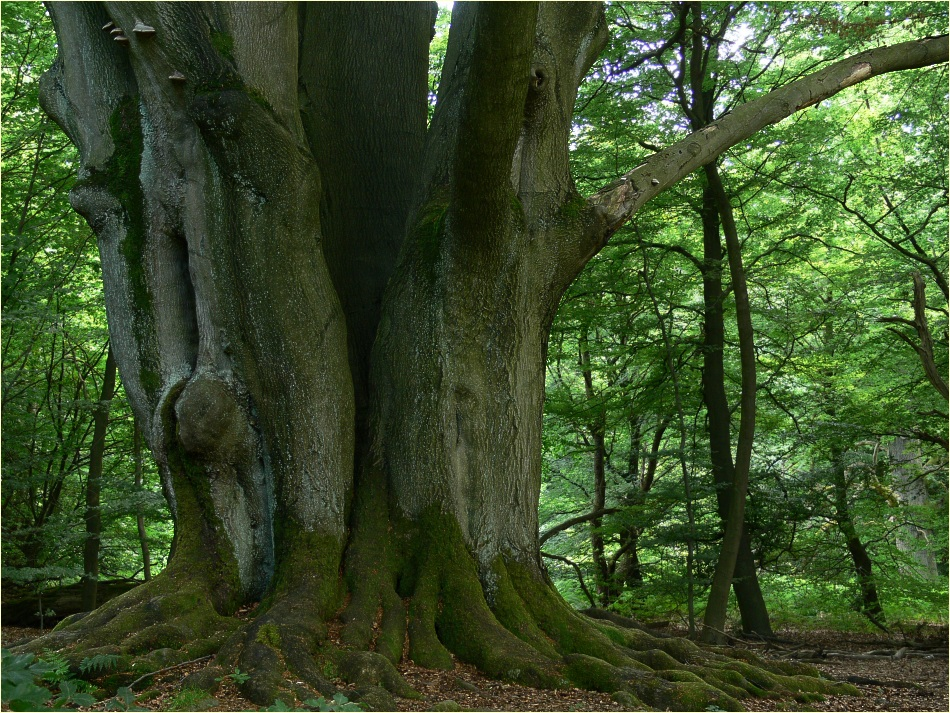
Трёхствольное дерево с общим обхватом 8,83 м в лесу Сабабург, Германия

Леса с доминированием бука лесного составляют около 15—40 % лесов в странах Европы. В результате хозяйственной деятельности человека буковые леса уничтожены на большей части занимаемой ими ранее территории. На равнинах буковые леса, произрастающие на наиболее богатых и удобных для освоения почвах, подвергали вырубке под сельскохозяйственные угодья и для устройства населённых пунктов, в горах уничтожали из-за выпаса скота. Буковые деревья вырубали также для использования их ценной древесины. Верхняя граница лесного пояса к настоящему времени снизилась в среднем на 150—200 м. В искусственных насаждениях преобладают хвойные породы, большей частью сосна и ель. Леса с участием бука европейского охраняются на территории многих национальных парков, заповедников, природных парков и резерватов природы.
Бук европейский на территории равнинной части Украины относится к сокращающимся видам (III категория по классификации МСОП):157.
Природным наследием ЮНЕСКО объявлены Девственные буковые леса Карпат, расположенные на территории Словакии и Украины, в состав которых входят Вигорлатский лес (словац. Vihorlatský prales), Гавешова, Стужица.
Самые большие девственные буковые леса сохранились в международном биосферном резервате «Восточные Карпаты», внесённом в июле 2007 года в список всемирного природного наследия ЮНЕСКО. Данный природный массив, находящийся на территории Украины и Словакии, в официальной классификации ЮНЕСКО фигурирует как «Девственные буковые леса Карпат». Около 10 000 га букового леса расположены в самом крупном Угольско-Широколужанском массиве Карпатского биосферного заповедника, который поднимается до 1501 м по известняковому хребту к северо-востоку от города Хуст. Значительные девственные буковые леса находятся также в румынских Карпатах, например, в горном массиве Семеник (рум. Munții Semenic). Там, в национальном парке «Семеник — Ущелья Караша» — 5000 га букового леса. Большие и богатые видами леса сохранились также в горах Балкан:209. Самыми большими буково-пихтовыми лесами в Европе считаются леса Ирати, находящиеся во Французской стране басков и провинции Наварра Испании, они занимают площадь в 17 195 га. На испанской территории леса Ирати сохранилось 20 га буково-пихтового леса с экземплярами бука до 40 м высотой. Уникальные девственные смешанные леса с преобладанием бука сохранились в Нижней Австрии. Это лес Ротвальд (нем. Rothwald), занимающий площадь 40 км².

## Химический состав
Древесина содержит альдегиды и их производные: ванилин, кониферин, глюкованилин, а также этилгваякол, циклопентанон, лигноцериновую кислоту, l-арабинозу и d-ксилозу.
Кора содержит тритерпеноиды: бетулин; стероиды: ситостерин; фенолы и их производные: цис-конифериловый спирт, D-глюкопиранозид цис-кониферилового спирта; дубильные вещества 2,47 %, в том числе флобафены; высшие жирные кислоты: церотиновая; воск: церилстеарат, цериларахинат, арахиновый спирт; сок флоэмный; витамины: B1, B2, B6, C, H, PP, пантотеновая кислота; глюкованилин.
Почки содержат флавоноиды: 4-п-кумароил-3-диглюкозид кемпферола. Листья — углеводы и родственные соединения: l-инозит; стероиды: ситостерин; витамины: E, K1, β-каротин; фенолкарбоновые кислоты в гидролизате: п-кумаровая, кофейная, п-гидроксибензойная, ванилиновая, хлорогеновая, феруловая; дубильные вещества 5,22—7,21 %; флавоноиды: астрагалин, изокверцитрин; в гидролизате: кемпферол, кверцетин, мирецетин, изорамнетин; лейкоантоцианидины: лейкоцианидин, лейкодельфинидин; хиноны: пластохинон, α-токохинон, бензохинон; каротиноиды: лютеин, виолаксантин, неоксантин; высшие алифатические углеводороды: н-нонакозан; высшие алифатические спирты: эйкозанол.

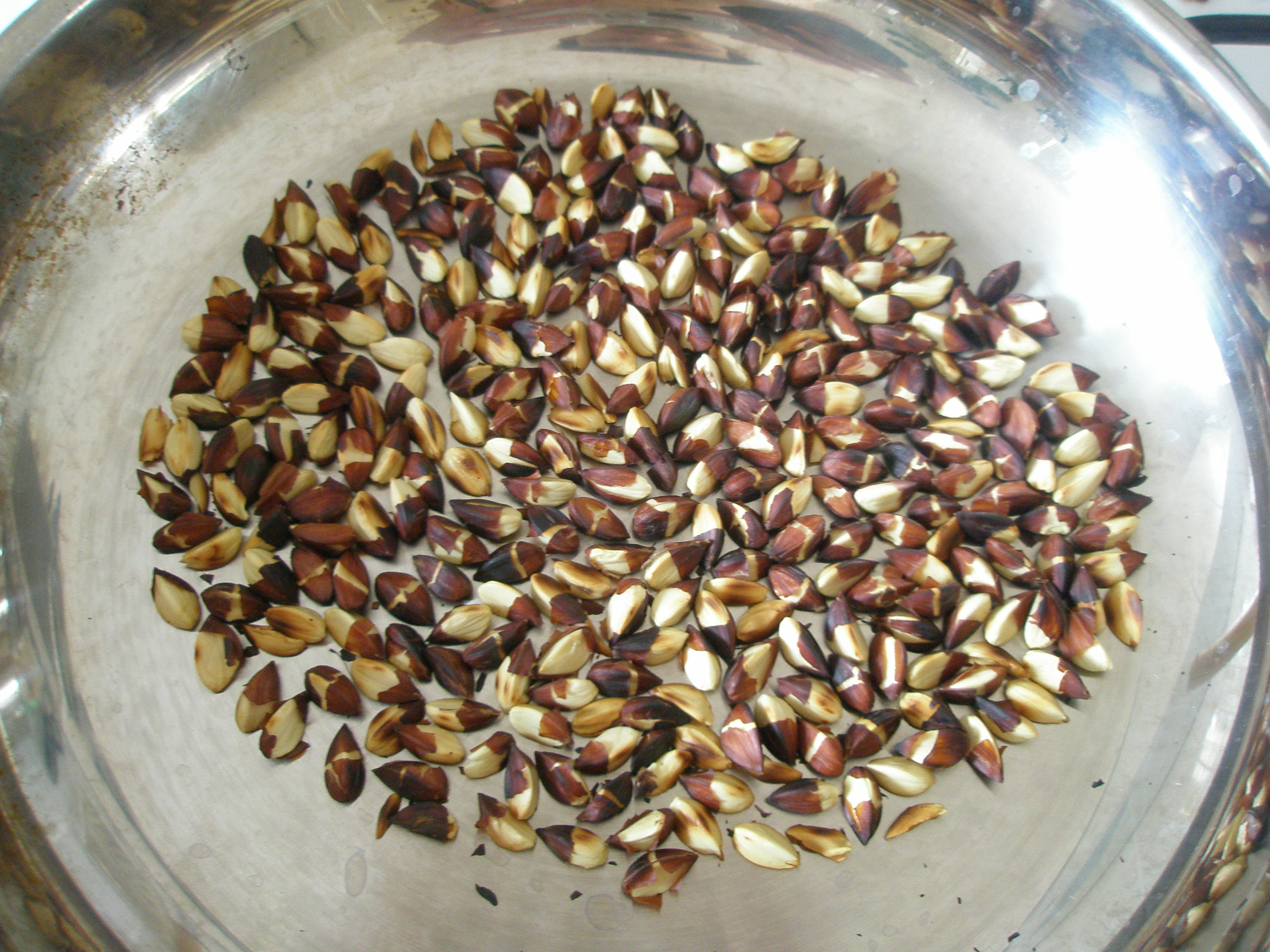
Жареные орешки бука

Очищенные орехи бука европейского содержат: воду 9,8 %, алкалоид: фагин (более известный как триметиламин, накопление которого в организме вызывает триметиламинурию; жиры 35—45 %, азотистые вещества 22,84 %, белки 30 %, безазотистые экстрактивные вещества 27,88 %, клетчатку 3,69 % и золу 3,99 %. Семена — органические кислоты: щавелевая 2,41—2,95 %; фенолкарбоновые кислоты: п-гидроксибензойная, п-кумаровая, ванилиновая, кофейная, феруловая, синаповая; жиры 25—46 %, в его составе триглицериды кислот: олеиновой 76,7 %, линолевой 9,2 %, пальмитиновой 4,9 %, стеариновой 3,5 %, линоленовой 0,4 %.
Дёготь бука содержит гваякол, крезолы.

## Практическое использование
Бук европейский имеет большое лесохозяйственное, почвозащитное, водоохранное и горноукрепительное значение.

### Древесина

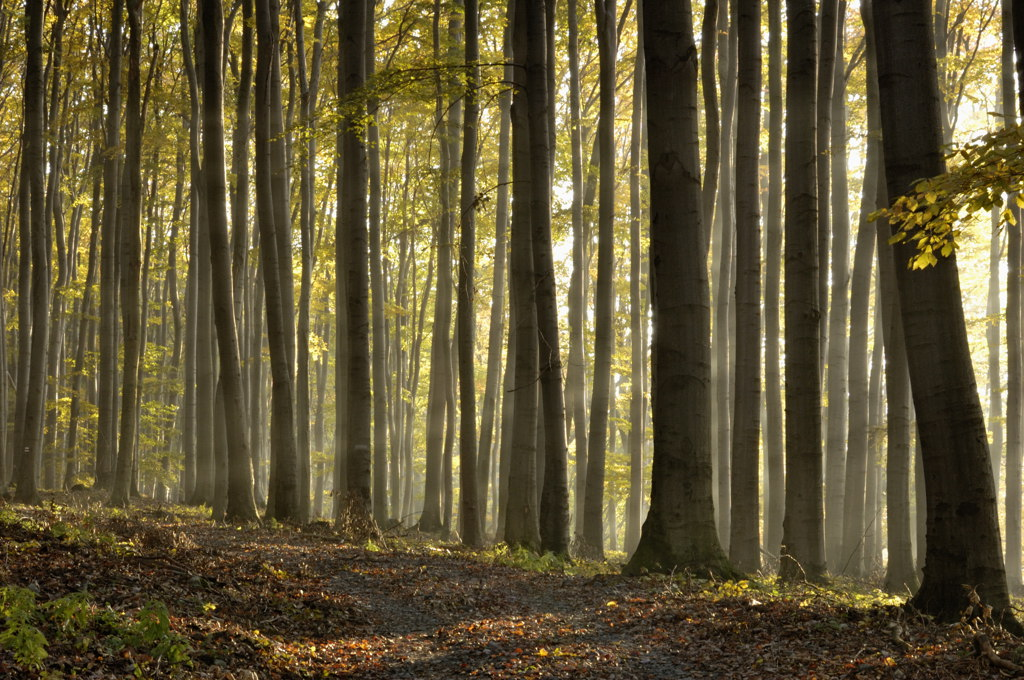
Буковый лес в Малых Карпатах, Словакия

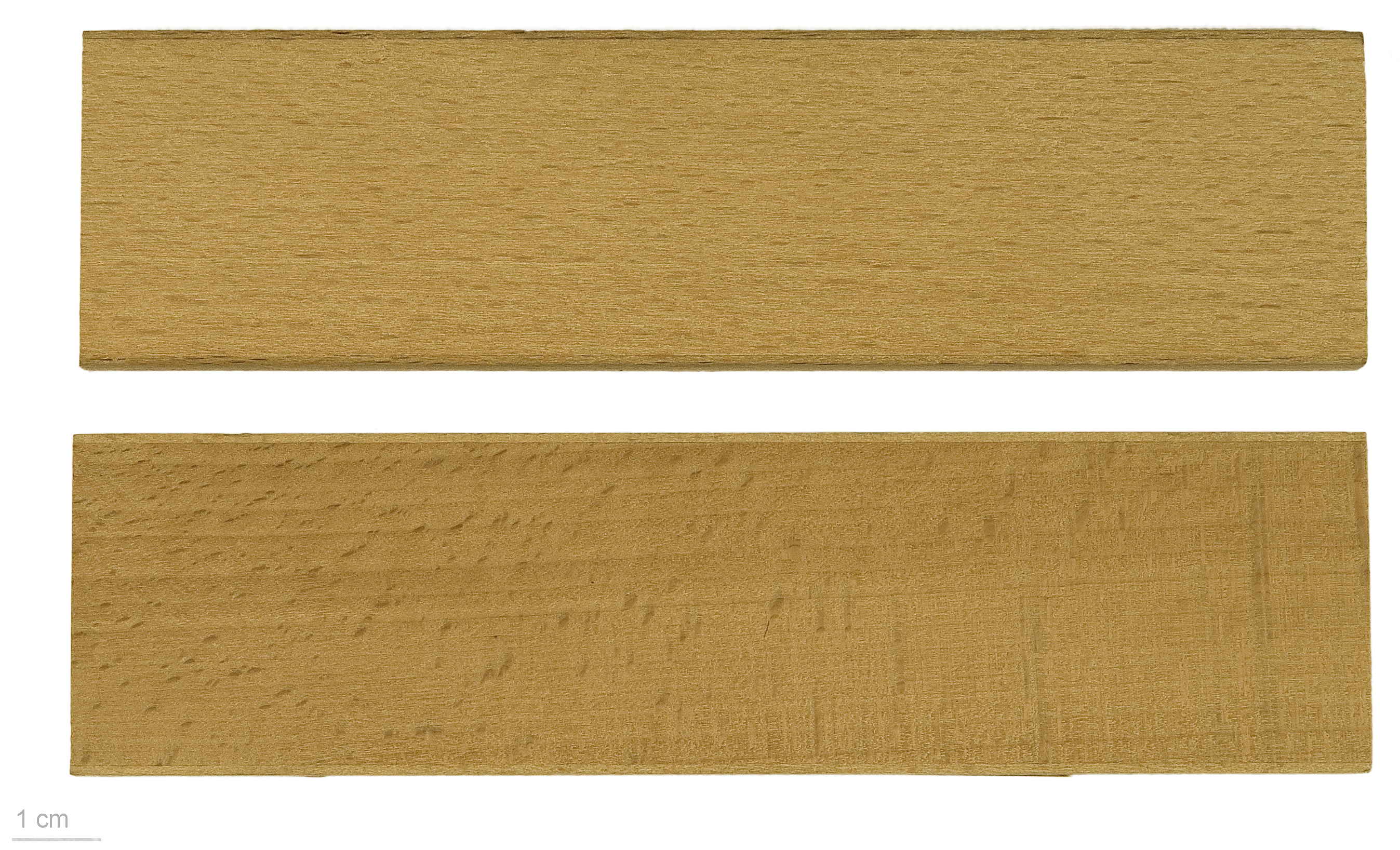
Древесина бука

Древесина бука европейского имеет красивую текстуру, сначала желтоватая, после хранения розовато-коричневая, твёрдая, тяжёлая и гибкая, легко колется. Заболонь в высушенном виде по цвету почти не отличается от спелой древесины. Ложное ядро по окраске отличается от здоровой древесины и имеет красновато-бурый цвет. Годичные слои различаются невооружённым глазом на всех срезах. Широкие лучи различимы на всех трёх срезах, на поперечном срезе различимы также узкие лучи. Древесина не имеет блеска. Плотность при 15 % влажности 0,62 г/см³, при 12 % — 0,60 г/см³. При сушке наблюдается некоторая тенденция к короблению. Широко используется для производства фанеры, гнутой мебели, в строительстве и вагоностроении, в машиностроении, для изготовления паркета, в изготовлении музыкальных инструментов, ружейных прикладов, для декоративной отделки радиоприёмников и телевизоров, киёв для бильярда. Для открытых работ древесина бука малопригодна, легко разрушается грибами и покрывается мраморной гнилью. Чтобы повысить прочность буковой древесины, придать ей нужный тон, а также устранить другие недостатки, ещё не спиленные деревья пропитывают химикатами и красителями.

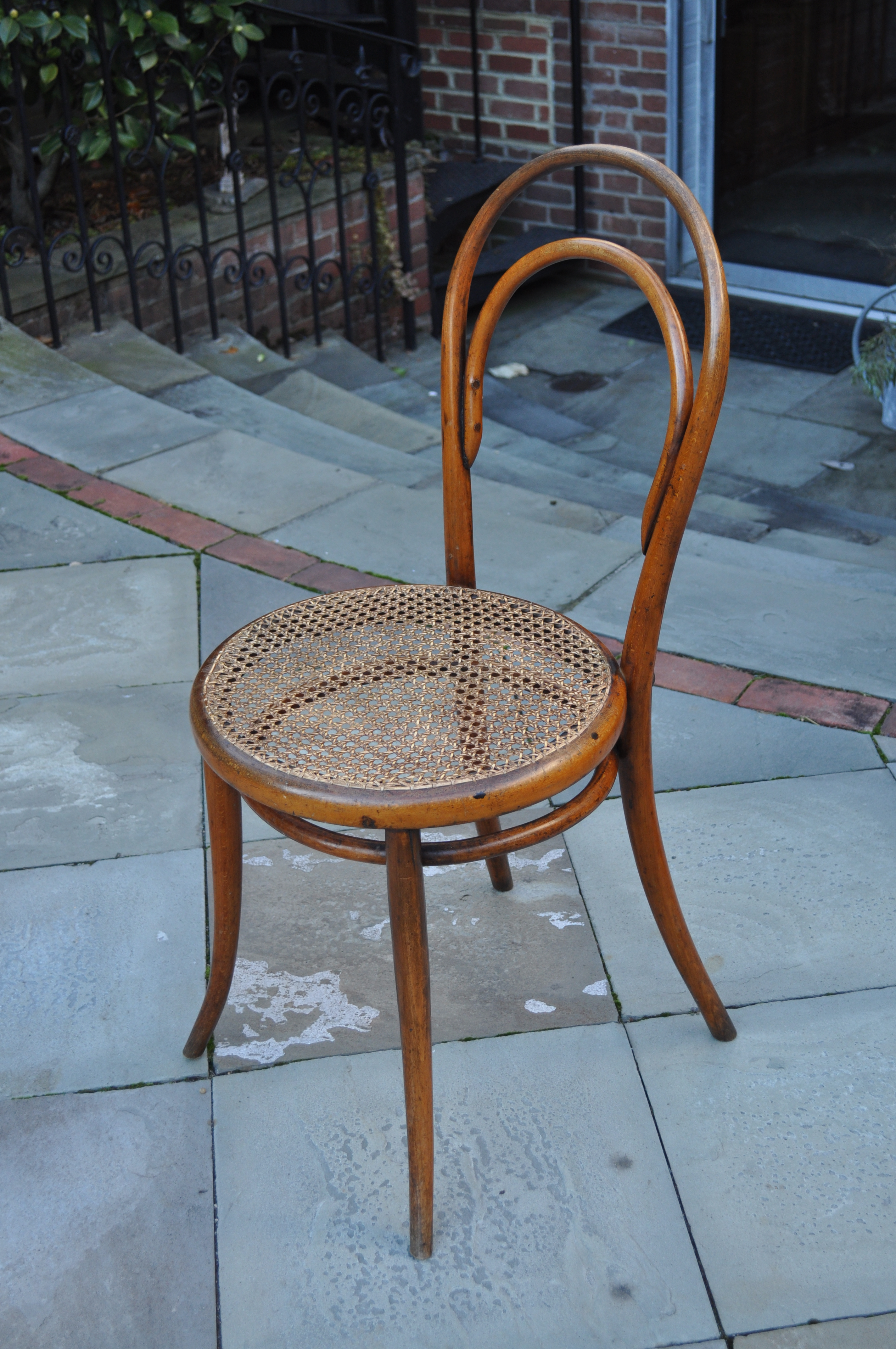
Венская мебель традиционно изготавливается из древесины бука

Обработанная под паром древесина бука традиционно используется для изготовления знаменитых венских стульев.
Из древесины бука европейского путём сухой перегонки (нагревание без доступа воздуха) получают дёготь. Кроме того, из неё получают древесный уксус и метиловый спирт.
Буковые дрова очень ценятся, они считаются лучшими дровами для камина. Из буковой золы получают поташ и щёлок для мытья. Буковая зола очень ценится в производстве стекла. Из буковой золы (поташа) с добавлением песка получают зелёное стекло, которое ещё называют «лесным». Именно по этой причине большие участки буковых лесов были вырублены, а растущие в них буки заменены на быстрее растущие ели. Такие леса в Германии называют «стеклянными лесами», «стеклянными оврагами» и «плавильными лесами».
Древесина бука, наряду с берёзовой, является наиболее доступным сырьём в Северном полушарии при производстве бумаги из целлюлозы твёрдых лиственных пород и наилучшей из древесины широколиственных пород.
Случаются производственные отравления людей респираторно-контактного характера при обработке и химической переработке древесины бука.
При производстве традиционных колбас в некоторых странах в процессе их копчения используются буковые щепки, например, при производстве французской колбасы фр. Andouille de Vire.

### Пищевое и кормовое значение
Орехи используются в пищу: в сыром виде из-за содержания алкалоида фагина они в большом количестве вредны, лучше их употреблять поджаренными. Из муки буковых орехов с добавлением пшеничной муки в Карпатах пекут блины, оладьи, печенье, а также используют для выпечки обыкновенного хлеба. Из орехов получают ореховое масло, полувысыхающее, светло-жёлтое, очень приятного вкуса, используемое для пищевых и технических целей. Из поджаренных орешков получают напиток кофейного типа.
В Швеции молодые листочки бука употребляют в пищу в сыром виде, делают из них салат или добавляют в кашу; почки сушат и перемалывают в муку, которую тоже используют в пищу.
Орехи бука после отваривания используют на корм птице, крупному и мелкому рогатому скоту, на корм используют также молодые ветви, особенно при силосовании.
Листья бука, особенно осенью, употребляют на корм домашним животным, преимущественно овцам:722.

### Использование в медицине и косметике
Буковый дёготь раньше применялся при лечении различных кожных заболеваний, а также при ревматизме и подагре, как растирание или мазь. Из крезола, добываемого из орехов, производят медикаменты, используемые при лечении начальных стадий туберкулёза, гнойных процессов в бронхах. Он используется также наружно в качестве прижигающего и обеззараживающего средства. Церотиновая кислота, содержащаяся в коре, раньше применялась при инсульте.
Плиний Старший в «Естественной истории» писал о том, что древние галлы и германцы из буковой золы и сала изготавливали чудодейственную мазь, использовавшуюся ими для мытья и окрашивания волос, а также для лечения кожных заболеваний.
Косметические компании Oriflame, Melvita и Vita Activa используют экстракт почек бука европейского для производства различных омолаживающих средств как эффективное средство для насыщения клеток кожи кислородом.

### Использование в ландшафтном дизайне

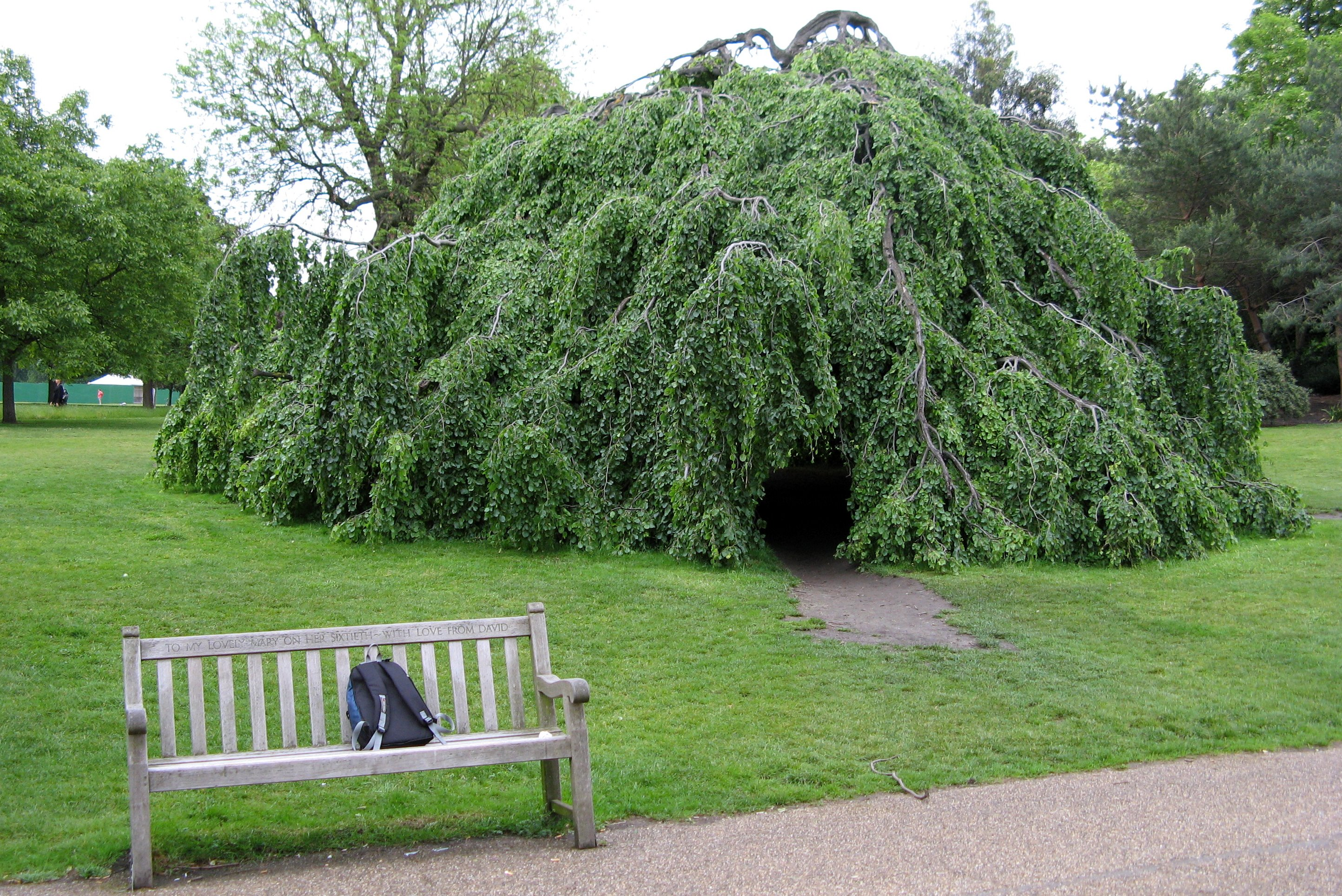
в Гайд-парке

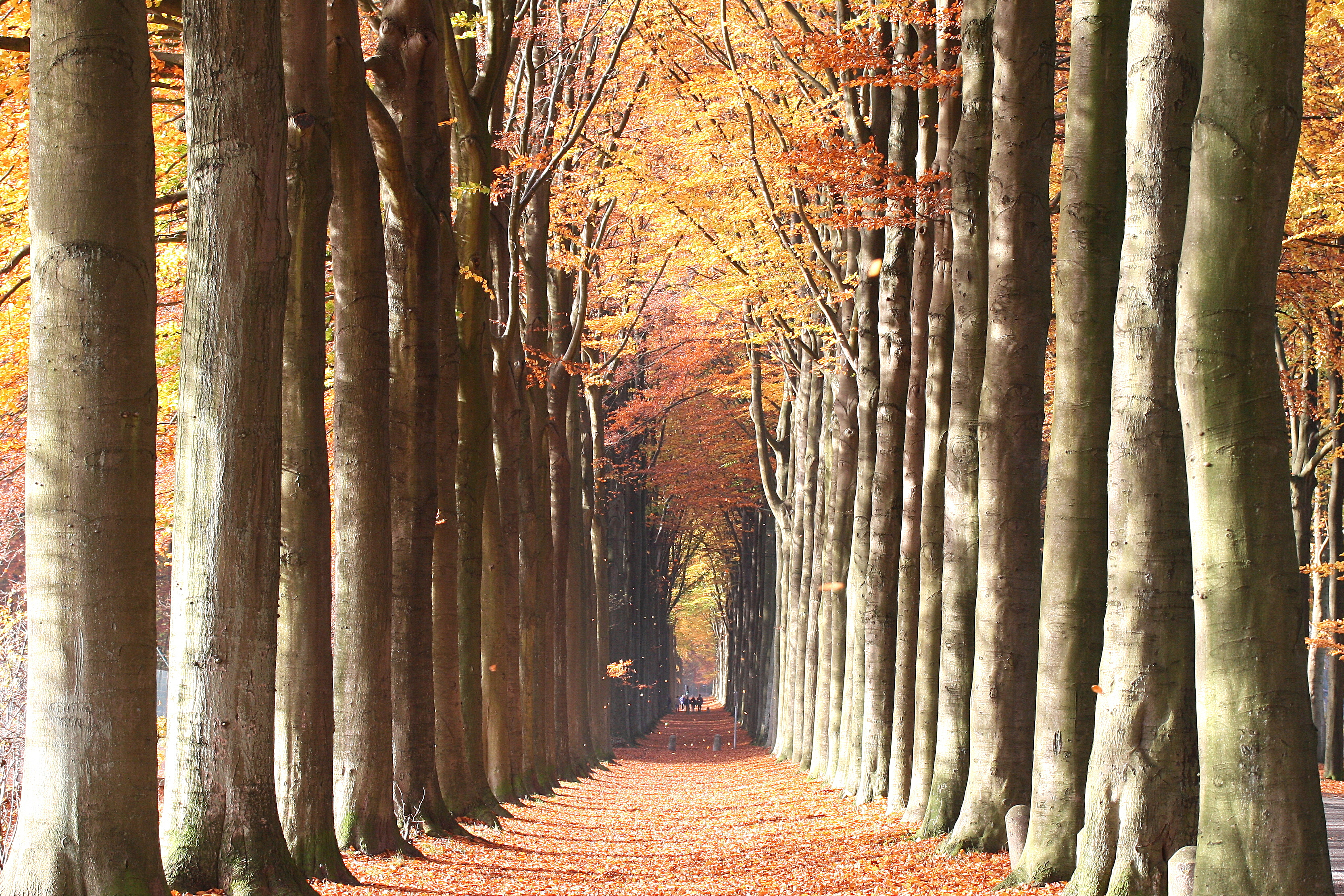
Буковая аллея в Морланвельзе

В культуре бук европейский разводят обычно севернее и восточнее его естественного ареала: в Скандинавии — до 63—65° северной широты, на востоке — до меридиана Москвы. В Москве обмерзает по уровень снега при температуре около −40 °C. Выращивают также в Северной Америке и в Новой Зеландии. К недостатку атмосферной влаги и низкой температуре более чувствителен, чем дуб черешчатый. Дымо- и газоустойчив. Лучше других лиственных деревьев очищает воздух от пыли. За год гектар буковых насаждений задерживает 63 т пыли. В степной зоне страдает от засухи и жары. В культуре хорошо растёт на почвах подзолистого и чернозёмного типа, мирится с сильно каменистыми почвами. Плохо растёт на торфяных, сухих песчаных и избыточно увлажнённых глинистых почвах. Годится для стрижки, широко используется для высоких живых изгородей, стен и фигурных форм, но чаще в качестве солитера. Бук традиционно используется в искусстве бонсай, при этом его размеры уменьшаются в 60—80 раз.
Культурные формы размножают прививкой, отводками и летними черенками.

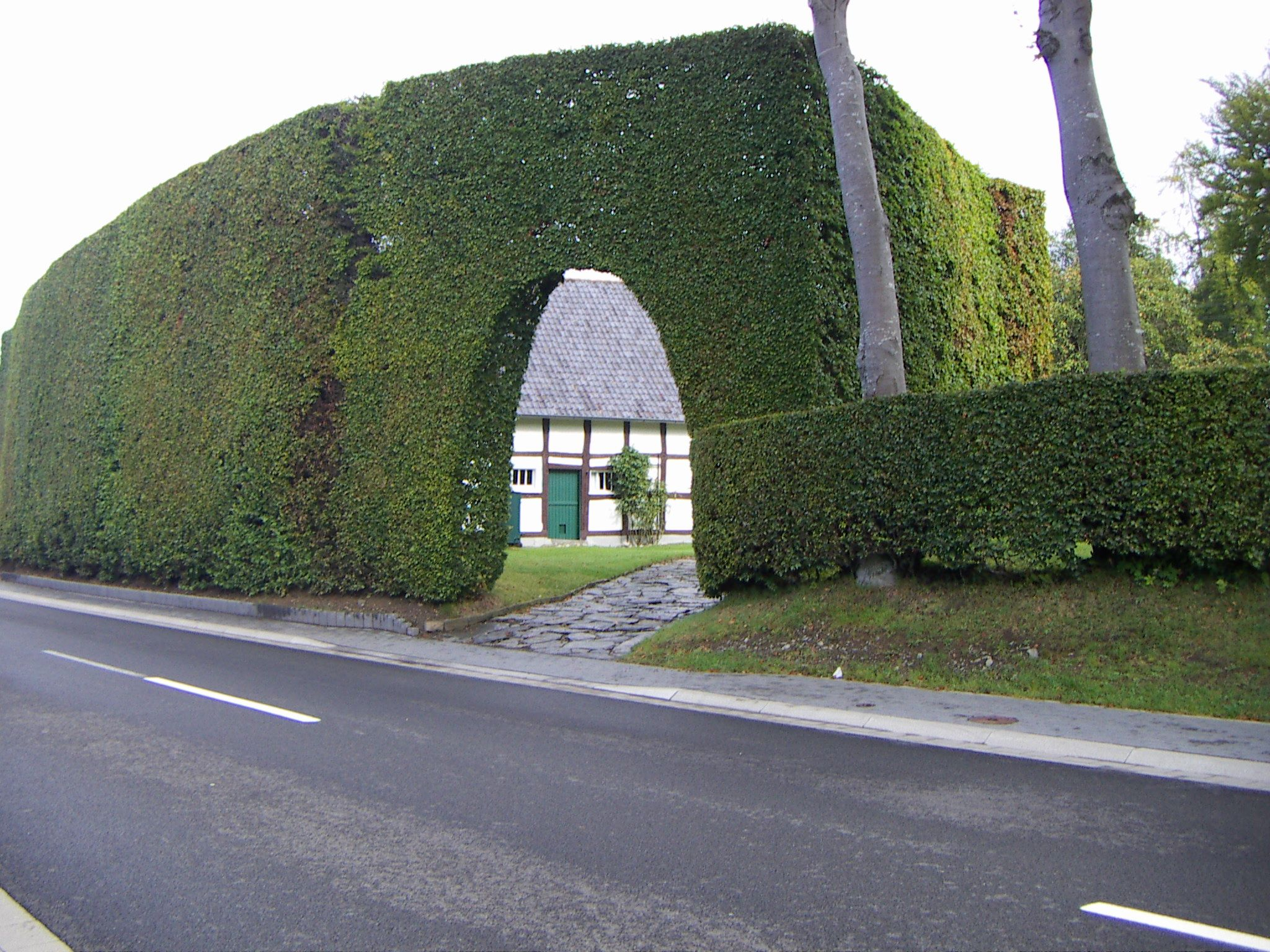
Живая изгородь в Айхершайде

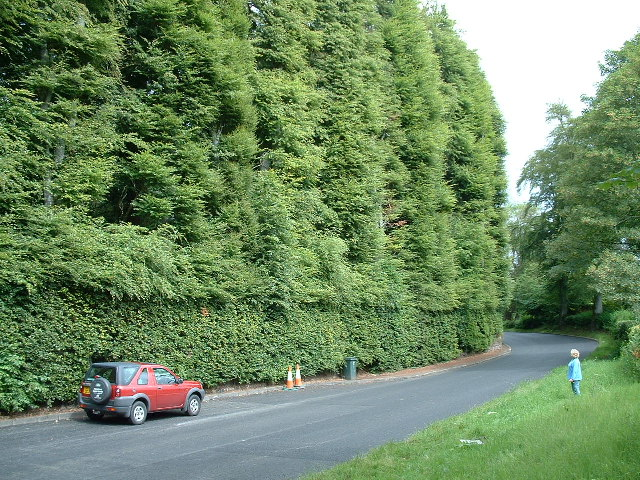
Живая изгородь в Миклюре

В Западной Европе бук европейский и его культурные формы широко используются в ландшафтном дизайне. Парк Монсури в Париже известен своими плакучими буками вокруг центрального озера, есть великолепный экземпляр этой формы бука и в Гайд-парке. В имении И. С. Тургенева «Ясени» во Франции сохранился плакучий бук, посаженный писателем перед виллой П. Виардо. В знаменитом парке князя Пюклера-Мускау в Бад-Мускау горный участок засажен буком европейским. В Валлуарских садах (фр. Jardins de Valloires) во Франции, в «сумасшедшем» саду нашлось место извилистой форме бука из леса Верзи. Особенно популярны в Западной Европе в начале XX века были «гобеленовые» живые изгороди, составленные из золотистых, зелёных, сизых и бронзовых карликовых форм бука. Известна своими 8-метровыми буковыми живыми изгородями, служившими для защиты от ветра, деревня Айхершайд (нем. Eicherscheid_(Simmerath)) на западе Германии. Примечательна и Миклюрская живая изгородь (англ. Meikleour Beech Hedges), находящаяся в окрестностях Миклюра (англ. Meikleour) в Шотландии, высотой 30 м и длиной 530 м. Она внесена в Книгу рекордов Гиннесса как самая высокая и самая длинная живая изгородь мира. Буковые деревья в ней были посажены в 1745 году, их стригут каждые десять лет. Украшением Королевского ботанического сада в Эдинбурге является травянистый бордюр длиной 165 м, эффектно выглядящий на фоне живой изгороди из бука, которую считают лучшей в Великобритании. Эта изгородь состоит из 150 деревьев в возрасте более 100 лет. Аллея из буков пурпурной формы в лесу Севернейк (англ. Savernake Forest) внесена в Книгу рекордов Гиннесса как самая длинная аллея в Великобритании. Она была заложена в конце 1790-х годов, длина её более 6 километров 600 метров. Известна аллея из буков извилистой формы в городе Бад-Нендорф в Германии, её составляют почти 100 деревьев, 2⁄3 из которых появились из корневых отпрысков.

### Культурные сорта и формы
Известно множество культурных форм и сортов бука европейского, отличающиеся габитусом, формой, окраской и размерами листьев, а также строением коры.
Бук европейский выращивается во многих ботанических садах мира с подходящими климатическими условиями, в том числе в киевском Национальном ботаническом саду им. Гришко, где он входит в состав трёх экспозиций: «Западная, или буковая, дубрава», «Украинские Карпаты» и «Крым». Представлен бук европейский и в ботаническом саду «Альпиния» (итал. Giardino botanico Alpinia) в Италии, специализирующемся на выращивании альпийских растений.

### Искусственные посадки бука

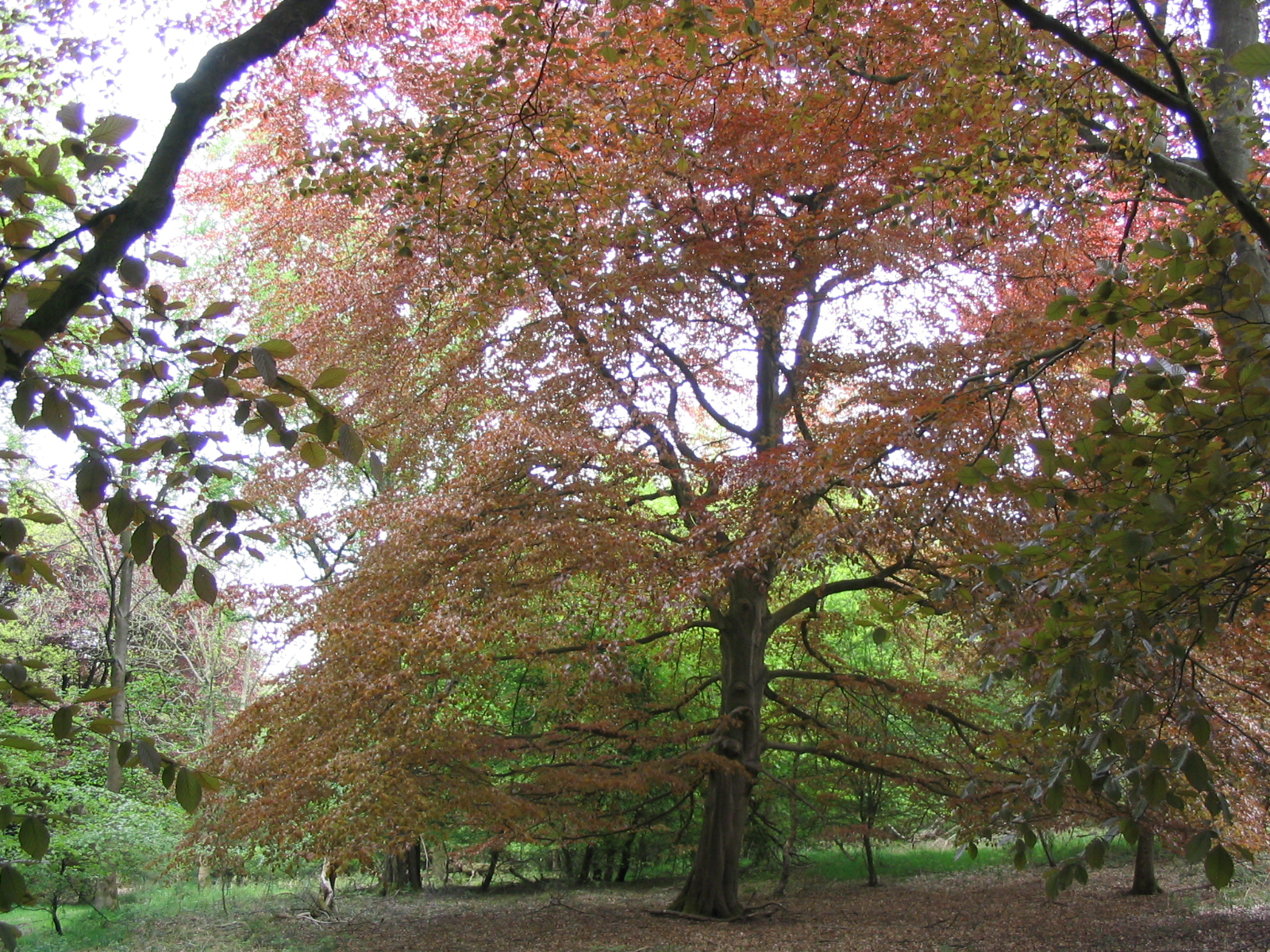
Буковая аллея в лесу Сэвернейк

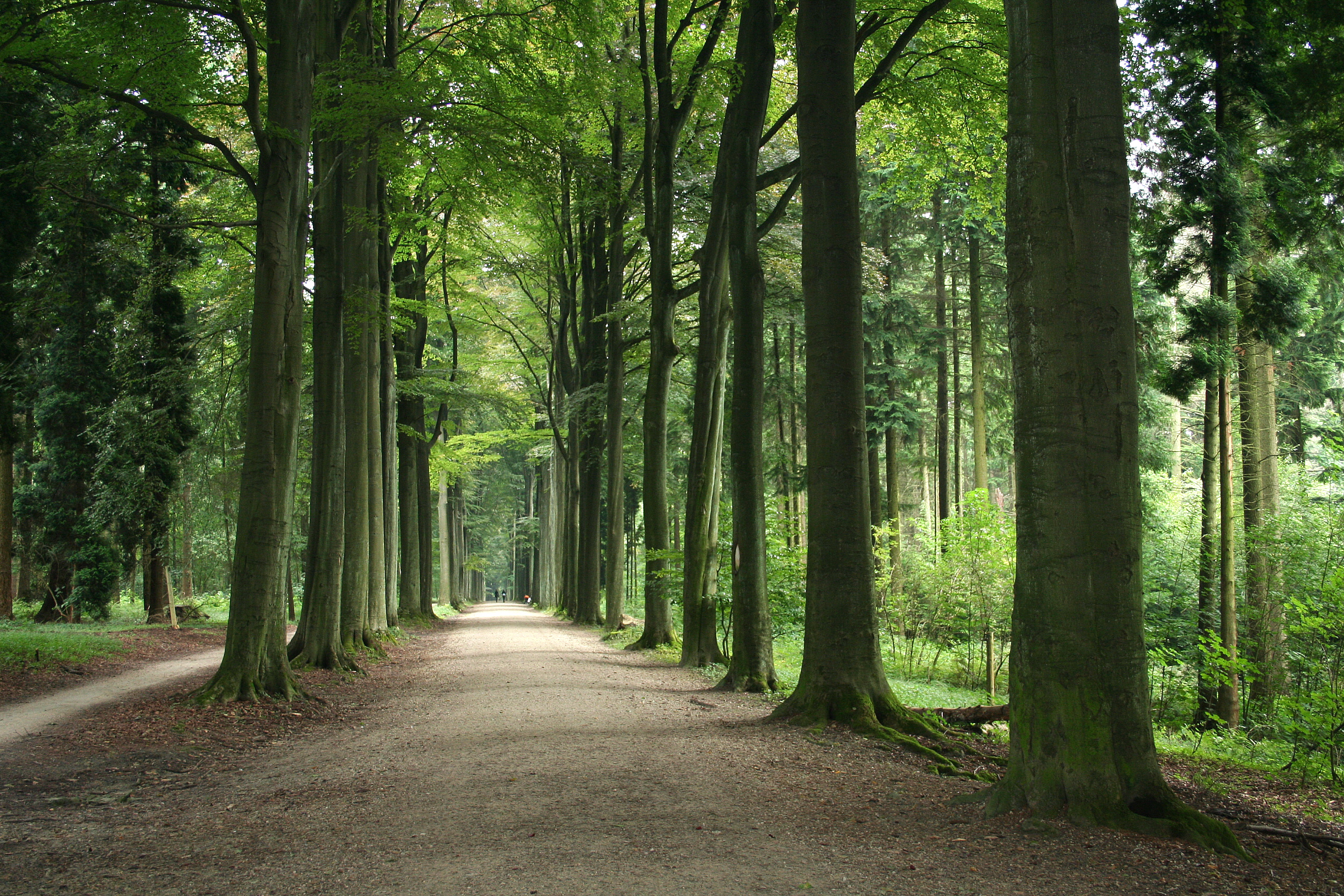
«Королевская» буковая аллея в дендропарке Тервюрена, Бельгия

Буковые леса и леса с участием бука в своём первозданном виде сохранились на незначительной площади. Часто бук европейский формирует леса, образующиеся после вмешательства человека. Формирование широколиственных лесов естественным путём происходит после многократных рубок леса без сильных нарушений почвенного покрова:314—315. Благодаря своей теневыносливости и конкурентоспособности бук способен нормально возобновляться как в полидоминантных лесах, так и в бучинах:242. После выборочных и приисковых рубок, которые использовали в процессе лесозаготовок с X—XII веков до середины XIX века в елово-пихтово-буковых лесах Карпат, происходило зарастание образовавшихся окон буком — как семенным, так и вегетативным путём. Позиции ели и пихты ослабевали, они полностью выпадали из древостоя, уменьшался видовой состав кустарников и трав за счёт выпадения светолюбивых видов. После использовавшихся за последние 100—150 лет сплошно-лесосечных рубок образовавшиеся вырубки засаживали, наоборот, елью и пихтой:109—110.
В Германии после бесконтрольного использования лесов и возникшей опасности дефицита деловой и топливной древесины в XIX столетии пришли к системе рационального ведения лесного хозяйства, в которой основной задачей было длительное извлечение из лесов наибольшей пользы. Появилась практика выращивания высокоствольных лесов, в которых возобновление леса производилось естественным, семенным путём. Вырубались деревья, достигшие 100—200-летнего возраста, а появлявшийся подрост прореживался. При этом дуб, как более светолюбивая порода исчез из древостоя, и появились чистые буковые леса, которые зачастую принимают за естественные. В некоторых областях Германии, например, в земле Рейнланд-Пфальц, в течение нескольких десятков лет, начиная с двадцатых годов XX столетия, высаживают саженцы бука в лесах, состоящих из ели обыкновенной, псевдотсуги и сосны.
В некоторых странах посадки бука европейского используют в лесопарках для улучшения ландшафта. Примером может служить лес Севернейк в Великобритании. В прошлом в некоторых странах Европы буки, наряду с другими деревьями, высаживали на границах земельных владений.

## Классификация

### Таксономическая схема
Вид Бук европейский входит в род Бук (Fagus) семейства Буковые (Fagaceae) порядка Букоцветные (Fagales).
|  |                 |  |                   |                   |                     |  | Другие порядки | Другие порядки                                                                                              | |  |  |  | Ещё 9 родов (Дуб, Каштан, Кастанопсис и др.)                                                     | Ещё 9 родов (Дуб, Каштан, Кастанопсис и др.) |  |  |
|  |                 |  |                   |                   |                     |  | Другие порядки | Другие порядки                                                                                              | |  |  |  | Ещё 9 родов (Дуб, Каштан, Кастанопсис и др.)                                                     | Ещё 9 родов (Дуб, Каштан, Кастанопсис и др.) |  |  |
|  |                 |  |                   | Класс Двудольные  |                     |  |                | | Семейство Буковые                                                                                           |  |  |  |                                                                                                  | вид Бук европейский                          |  |  |
|  |                 |  |                   | Класс Двудольные  |                     |  |                | | Семейство Буковые                                                                                           |  |  |  |                                                                                                  | вид Бук европейский                          |  |  |
|  | Отдел Цветковые |  |                   |                   | Порядок Букоцветные |  |                | | Род Бук |  |  |  |                                                                                                  |                                              |  |  |
|  | Отдел Цветковые |  |                   |                   |                     |  |                | | |  |  |  |                                                                                                  |                                              |  |  |
|  |                 |  | Класс Однодольные | Класс Однодольные |                     |  |                | Ещё 7 семейств (Берёзовые, Восковницевые, Казуариновые, Нотофаговые, Ореховые, Роиптелейные, Тикодендровые) | Ещё 7 семейств (Берёзовые, Восковницевые, Казуариновые, Нотофаговые, Ореховые, Роиптелейные, Тикодендровые) |  |  |  | Ещё 10 видов (Бук зубчатый, Бук крупнолистный, Бук тайваньский, Бук Энглера, Бук японский и др.) |                                              |  |  |
|  |                 |  |                   | Класс Однодольные |                     |  |                | | Ещё 7 семейств (Берёзовые, Восковницевые, Казуариновые, Нотофаговые, Ореховые, Роиптелейные, Тикодендровые) |  |  |  |                                                                                                  |                                              |  |  |

### Природные формы

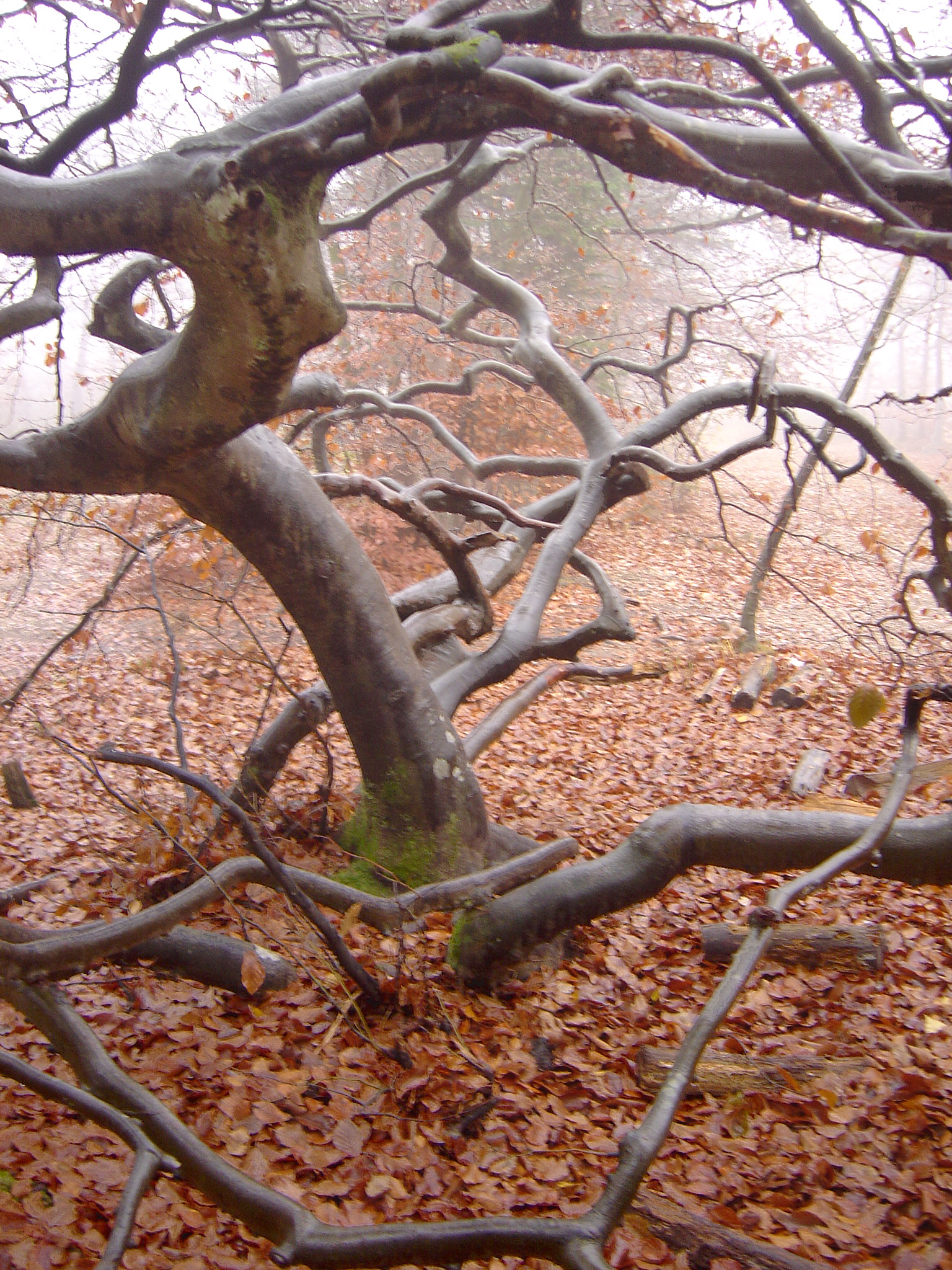
Извилистая форма в лесу Верзи

Ряд ботаников выделяют две формы бука европейского, которые встречаются в естественных условиях. Однако обычно данные формы бука описываются как культурные сорта. См. сорта Atropunicea и Tortuosa.

### Природные гибриды
Известен гибрид бука европейского и бука восточного Бук крымский (Fagus × taurica):402.

### Синонимы

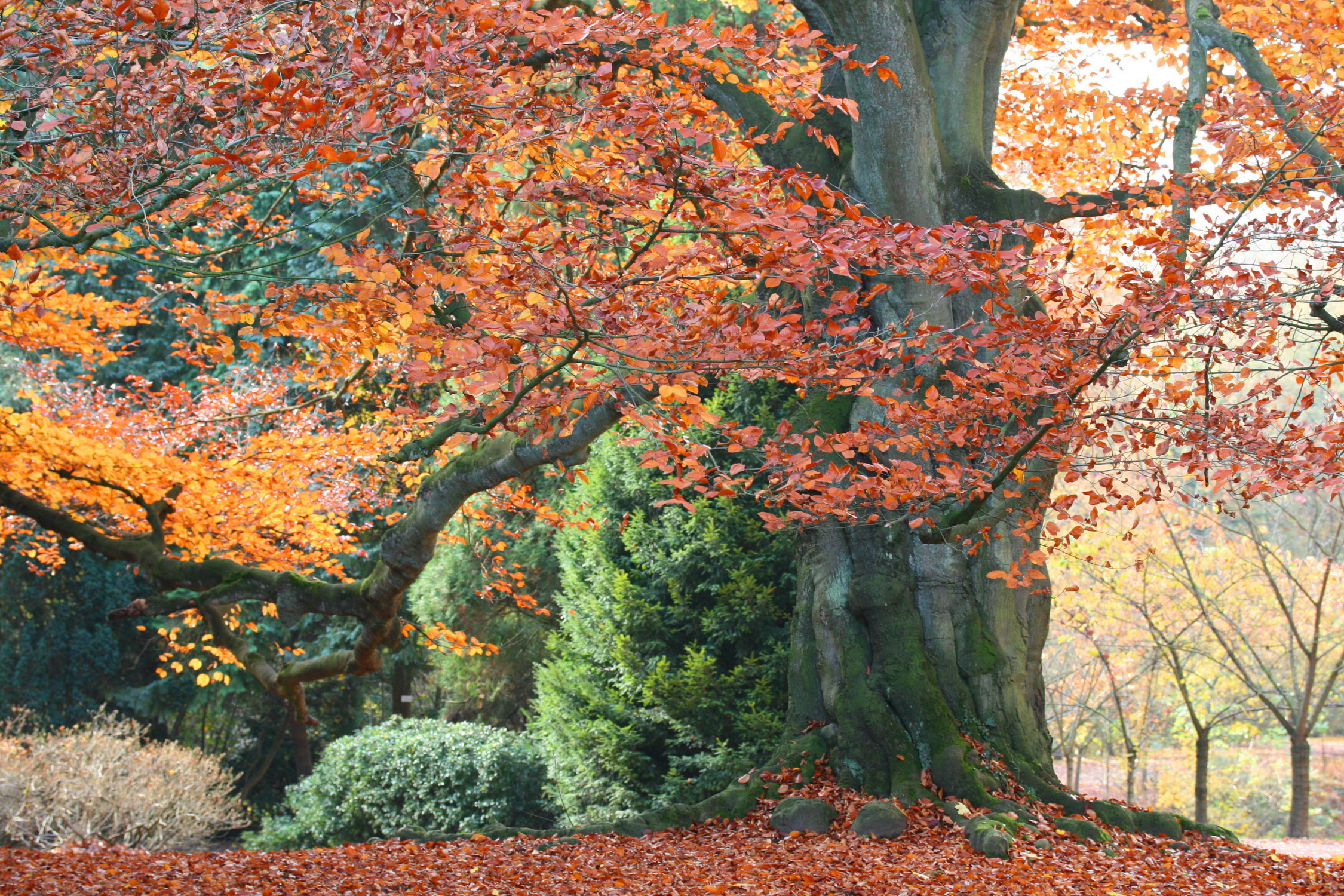
осенью

Вид имеет обширный список синонимов, большая часть которых ранее была введена различными авторами как формы или разновидности, но окончательно признаны не были. В 1772 году в ботаническом сочинении «Flora Carniolica Exhibens Plantas Carniolae Indigenas et Distributas in Classes Naturales …» вид был отнесён к роду Каштан, входящему в то же семейство, однако позже такая классификация ботаниками была отвергнута.
- Castanea fagus Scop.
- Fagus aenea Dum.Cours.
- Fagus albovariegata Weston
- Fagus asplenifolia Dum.Cours.
- Fagus cochleata (Dippel) Domin
- Fagus comptoniifolia Desf.
- Fagus crispa Dippel
- Fagus cristata Dum.Cours.
- Fagus cucullata Dippel
- Fagus cuprea Hurter ex A.DC.
- Fagus echinata Gilib.
- Fagus incisa Dippel
- Fagus laciniata A.DC.
- Fagus pendula (Lodd.) Dum.Cours.
- Fagus purpurea Dum.Cours.
- Fagus purpurea var. roseomarginata Cripps
- Fagus quercoides (Pers.) Dippel
- Fagus salicifolia A.DC.
- Fagus sylvatica var. albovariegata Weston
- Fagus sylvatica var. atropunicea Weston
- Fagus sylvatica f. aureovariegata C.K.Schneid.
- Fagus sylvatica f. bornyensis Simon-Louis ex Beissn.
- Fagus sylvatica f. cochleata Dippel
- Fagus sylvatica var. colorata A.DC.
- Fagus sylvatica var. coriacea Wallr.
- Fagus sylvatica f. cristata (Loudon) Dippel
- Fagus sylvatica var. cristata Loudon
- Fagus sylvatica f. fastigiata Simon-Louis ex K.Koch
- Fagus sylvatica f. grandidentata Dippel
- Fagus sylvatica f. heterophylla (Loudon) Dippel
- Fagus sylvatica var. heterophylla Loudon
- Fagus sylvatica f. laciniata (Perr.) Domin
- Fagus sylvatica var. luteovariegata Weston
- Fagus sylvatica f. pendula (Lodd.) Dippel
- Fagus sylvatica var. pendula (Lodd.) Loudon
- Fagus sylvatica var. pendula Lodd.
- Fagus sylvatica var. purpurea Aiton
- Fagus sylvatica f. purpurea (Aiton) Dippel
- Fagus sylvatica f. pyramidalis Dippel
- Fagus sylvatica var. quercifolia (C.K.Schneid.) Geerinck
- Fagus sylvatica f. quercifolia C.K.Schneid.
- Fagus sylvatica f. quercoides Pers.
- Fagus sylvatica f. roseomarginata (Cripps) Domin
- Fagus sylvatica f. tortuosa Dippel
- Fagus sylvatica var. tortuosa Dippel
- Fagus sylvatica f. variegata Dippel
- Fagus sylvatica var. vulgaris Aiton
- Fagus sylvatica var. zlatia Späth ex E.Goeze
- Fagus sylvatica f. zlatia (Späth ex E.Goeze) Geerinck
- Fagus sylvestris Gaertn.
- Fagus tortuosa (Dippel) Domin
- Fagus variegata A.DC.

### Палеоботанические сведения

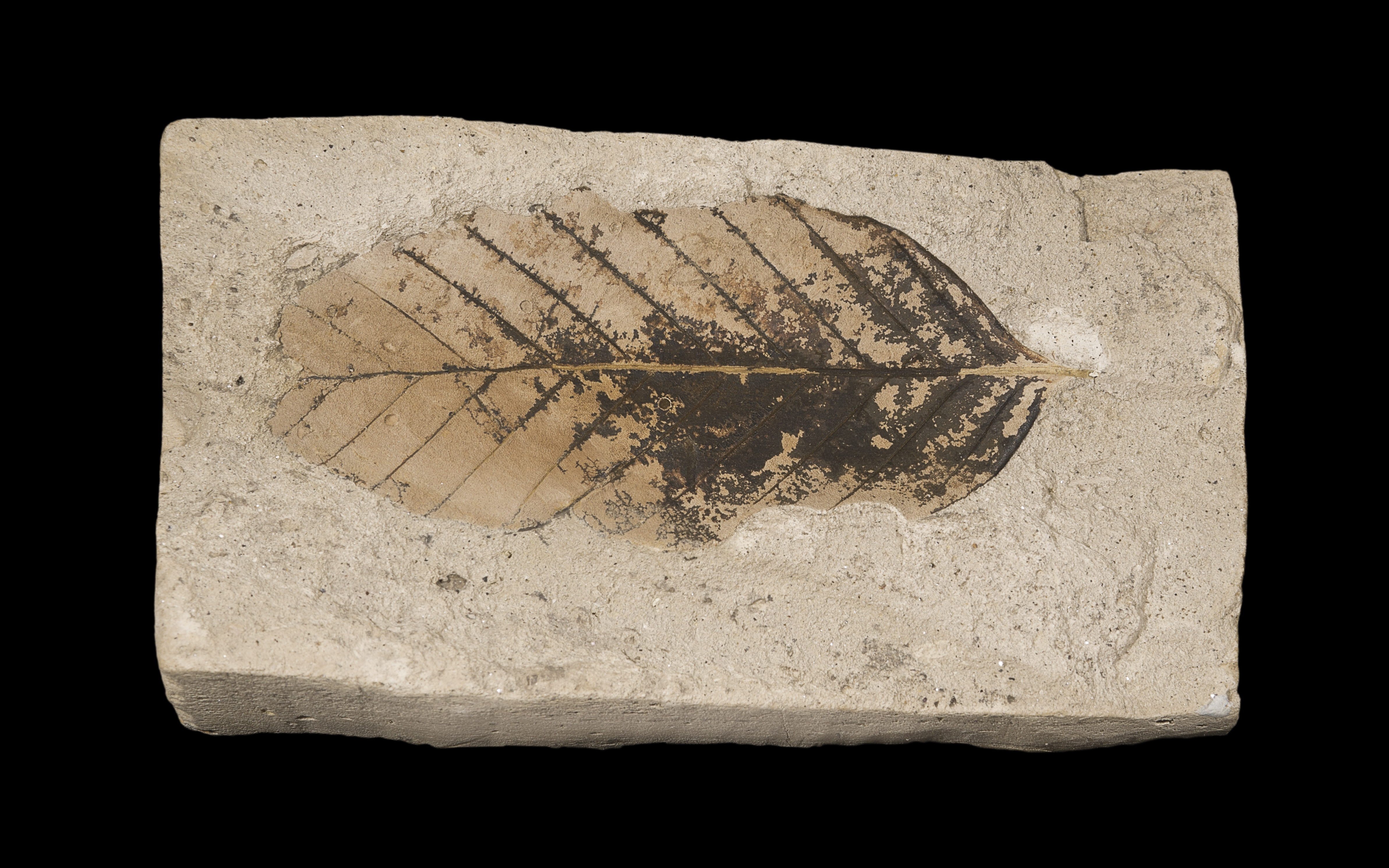
Отпечаток листа бука европейского в плиоценовых отложениях, Канталь, Франция

В миоценовых отложениях Западной Сибири встречаются плюски вида Fagus decurrens C.Reid et E.Reid (1915), очень близкого буку европейскому и ещё более близкого буку восточному:383. Остатки бука европейского были найдены в постплиоценовых отложениях Волжско-Донского района (город Чекалин) и Предкавказья (гора Машук). В Англии бук европейский появился позже, за 2000 лет до наступления ледникового периода и образования пролива Ла-Манш. Возможно, он был занесён туда человеком каменного века. В Скандинавию бук проник с юга в конце каменного и начале бронзового века, значительно позже ели. Проникновение ели и бука в Скандинавию характеризует последний, ещё не законченный этап в развитии её растительности.
В середине третичного периода тургайская флора, в состав которой входили листопадные деревья, в том числе и бук, занимала большую часть Евразии. Согласно теории распространения растений Гуда, ледниковый период вызвал смещения ареала тургайской флоры к югу. Но и в это время острова лесных массивов сохранялись в Европе, при отступлении льдов они сразу же начинали распространяться. Даже в период максимального оледенения оставались участки с буком, например, в Чехии:561. В миндель-рисское время на севере Русской равнины существовал смешанный лес, в состав которого входил бук.
Ареал бука в голоцене включал бассейны Западной Двины и Припяти, юго-западное Приильменье и верховья Оки. В среднем голоцене пыльца бука обнаружена в Прибалтике, Беларуси и бассейне Дона. В позднем голоцене остатки бука обнаружены в западной части Русской равнины, Среднерусской и Приволжской низменностях:120—121. Он был найден у озера Полисто в Псковском районе, у Витебска и Бобруйска в Ясенском болоте. Климат в голоцене неоднократно менялся. При потеплении происходило расширение зоны лесов, а при похолодании — её сокращение. Наиболее благоприятные условия для лесной растительности сложились в атлантический период. Некоторые учёные считают, что в это время широколиственные виды в составе смешанных лесов распространялись на 500—600 км далее на север и северо-восток по сравнению с их современным положением. Сторонники этих теорий не учитывают способности древесных пород к распространению на большие расстояния. Так, буку на преодоление расстояния в 100 км требуется 10—25 тысяч лет. Скорее всего бук европейский всегда присутствовал на территории современного своего ареала в убежищах:137. Такие убежища были на севере Испании, в Средиземноморье и южной Франции. Наиболее северные из убежищ бука европейского находились на юго-восточной окраине Альп в Словении, или Истрии. Самое северное убежище было основным в распространении бука на север по всей Центральной Европе, а также на запад и на юго-восток Греции. Из своих убежищ в Центральной Европе бук ранее всего появился в Швейцарии (в конце бореальной или в атлантической фазе), затем в Баварии и в бассейне реки Вислы:565. По другим данным, бук появился в Швеции, Германии и Польше в суббореальную фазу:85. Данные пыльцевого анализа свидетельствуют о послеледниковом распространении бука на север с Балканского полуострова вдоль Альп. Наибольшего распространения он достиг в Центральной Европе к концу бронзового века, примерно за 800 лет до нашей эры. До конца XVIII века бук сохранялся в незначительном количестве на Валдае. В. Шафер, проведя анализ растений различных регионов Карпат, выявил немало видов, свойственных буковым и буково-пихтовым формациям лесного пояса (600—1250 м над уровнем моря), встречающихся распылённо на прилегающих равнинных территориях. Многие из этих растений относятся к «частичным реликтам», первая волна миграции этих видов была тесно связана с распространением бука и пихты в атлантическую фазу. По современным данным, существует немало доказательств того, что совсем недавно, то есть 600—800 или 1000 лет назад буковые леса встречались по всей Приднепровской возвышенности вплоть до среднего течения Днепра. Некоторые косвенные данные, например, мощение мостовых в Новгороде в XII веке дощечками из бука, позволяют предположить, что леса с участием бука на западе Русской равнины сохранялись до конца железного века:161.
Среди всех евразийских видов рода бук европейский считается самым молодым. Об этом свидетельствует и наименьшее число жилок на его листьях, что считается более молодым морфологическим признаком:274. Существует мнение о происхождении бука европейского от бука восточного, являющегося реликтом третичной флоры.

## Бук в культуре
Бук имеет для археологов Европы большое значение, так как из него веками изготавливались вёсла, рукоятки разнообразных предметов, ткацкие челноки. Со времён неолита плодами бука кормили свиней. Масло плодов шло в пищу. Гладкая серая кора бука идеально подходила для нанесения письмён, то есть религиозных текстов; неслучайно буковые рощи в Альбанских горах были священны. В германских языках от названия бука образованы слова для обозначения книги (нем. Buch, англ. book) и буквы (гот. boka). Славянские слова «бук» и «буква» считаются заимствованными у германцев.
Восточная граница распространения бука в Европе долгое время рассматривалась как ключевой аргумент за то, что прародина индоевропейцев находилась западнее этой линии, а прародина славян — восточней. Однако в послевоенное время установлено, что пресловутая «буковая граница» весьма подвижна и что распространение бука по Западной Европе пришлось на сравнительно поздний период — на бронзовый век.

### Знаменитые деревья

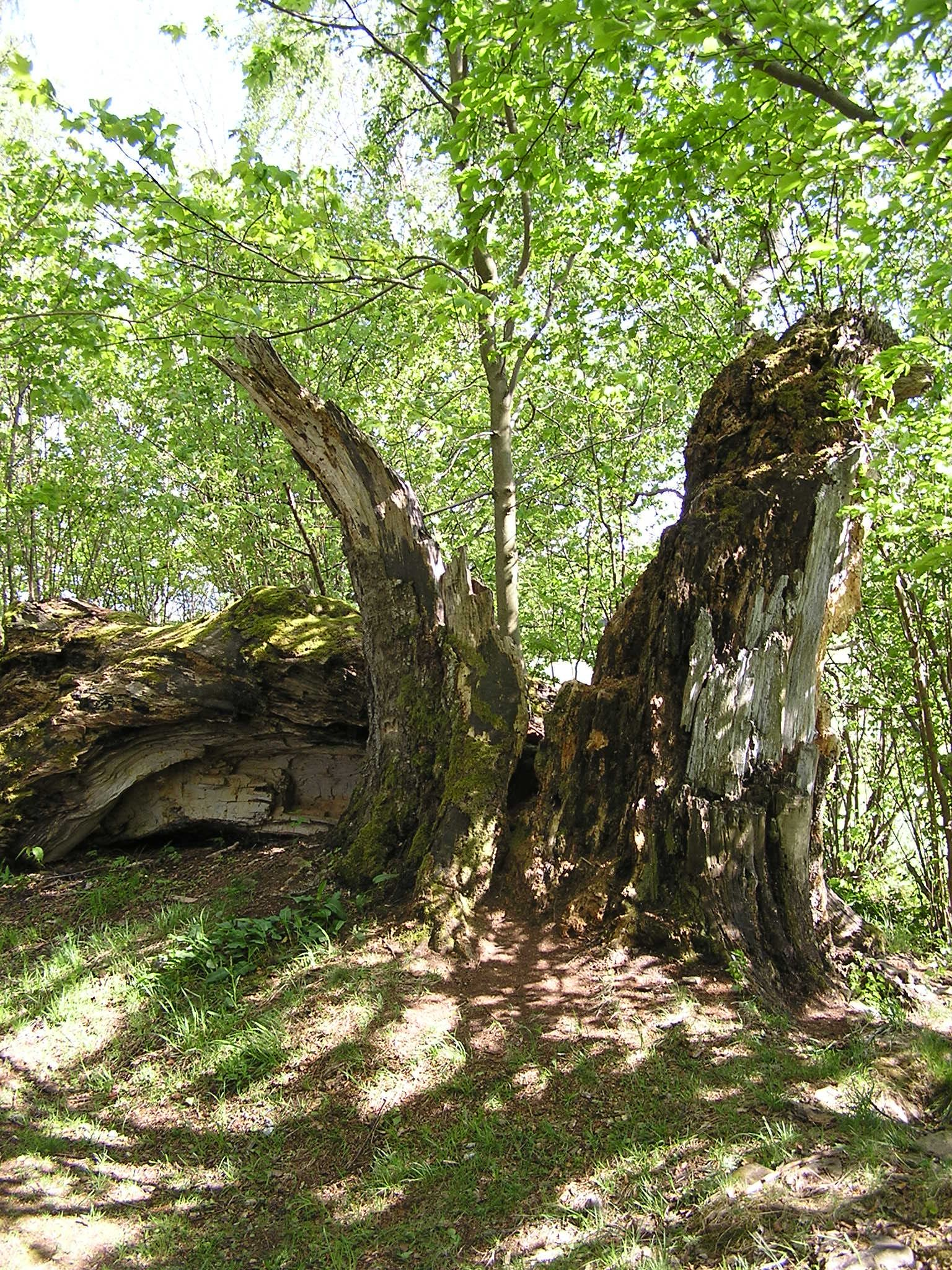
Остатки ствола «Штифтерова бука» в мае 2007 года

В Чехии в 1985 году памятником природы объявлен двухсотлетний бук, растущий у города Рокицани. При измерении 1998 года он достигал высоты 32 м, а окружности ствола 4,28 м. Весной 2003 года он сильно пострадал от ветра, а в 2009 году обломилась его последняя трёхметровая ветвь. Возраст «Каменогорского бука» (чеш. Kamenohorský buk) оценивается также в 200 лет, его высота 18,5 м, окружность ствола 4,62 м, диаметр кроны 16 м, ствол комковатый и полый внутри. Заслуживает внимания и «Оселецкий бук» (чеш. Buk v Oselcích), растущий в окрестностях села Оселец (чеш. Oselce). Его ствол состоит из нескольких сросшихся стволов, имеет окружность 5,97 м. Дерево достигает высоты 32 м и наделено, согласно поверьям, сильной энергией. Крупнейшим буком в Чехии был до гибели «Гораков бук» (чеш. Horákův buk), или «Гораковский бук», или «Великий бук», или «Бук князя Кински». Он был взят под охрану ещё в XIX веке графом Йозефом Кински, выкупившим его у местного фермера. В 1993 году высота этого бука составляла 37 м, окружность ствола — 7,5 м. Его возраст оценивался в 1940 году в 350—400 лет. Погиб и «Пограничный бук» в Чиновце, бывший известным памятником природы. Этот бук относится к деревьям, высаженным в качестве границы между Чехией и Германией. Известно, что «Пограничный бук» (чеш. Hraniční buk (Cínovec)) был высажен в 1537 году и окончательно погиб в 70-х годах XX века. По словам одного из местных жителей, под этим буком отдыхал Наполеон Бонапарт перед одним из последних боёв. «Пограничный бук» был свидетелем двух поездок императора Иосифа II в Рудные горы (1766 и 1779 годы), путешествия Гёте из Теплице в 1813 году, вторжения гитлеровской армии во время Второй мировой войны, а также Советской Армии в 1968 году.
Известен трёхсотлетний «Штифтеров бук» (чеш. Stifterův buk) из окрестностей города Горни Плана, родины писателя Адальберта Штифтера, под кроной которого писатель любил сидеть. Бук был повреждён бурей в 1979 году, но существовал до 1994 года. Сохранился его поваленный ствол. Он был высотой 17 м, окружность его ствола достигала 5,7 м, ширина кроны была 21 м.
«Дедушка Бук» (пол. Buk Dziadek), или «Бук Альфонс» — памятник природы в Остшешувском повяте Великопольского воеводства Польши, высотой 27 м, окружность ствола на высоте 1,3 м — 6,7 м. Это бук с самым толстым стволом на территории Польши. В деревне Сверкляны-Горне (пол. Świerklany Górne) гмины Сверкляны Рыбницкого повята Силезского воеводства находится «Бук Собеского», связанный с именем польского полководца XVII века Яна III Собеского.

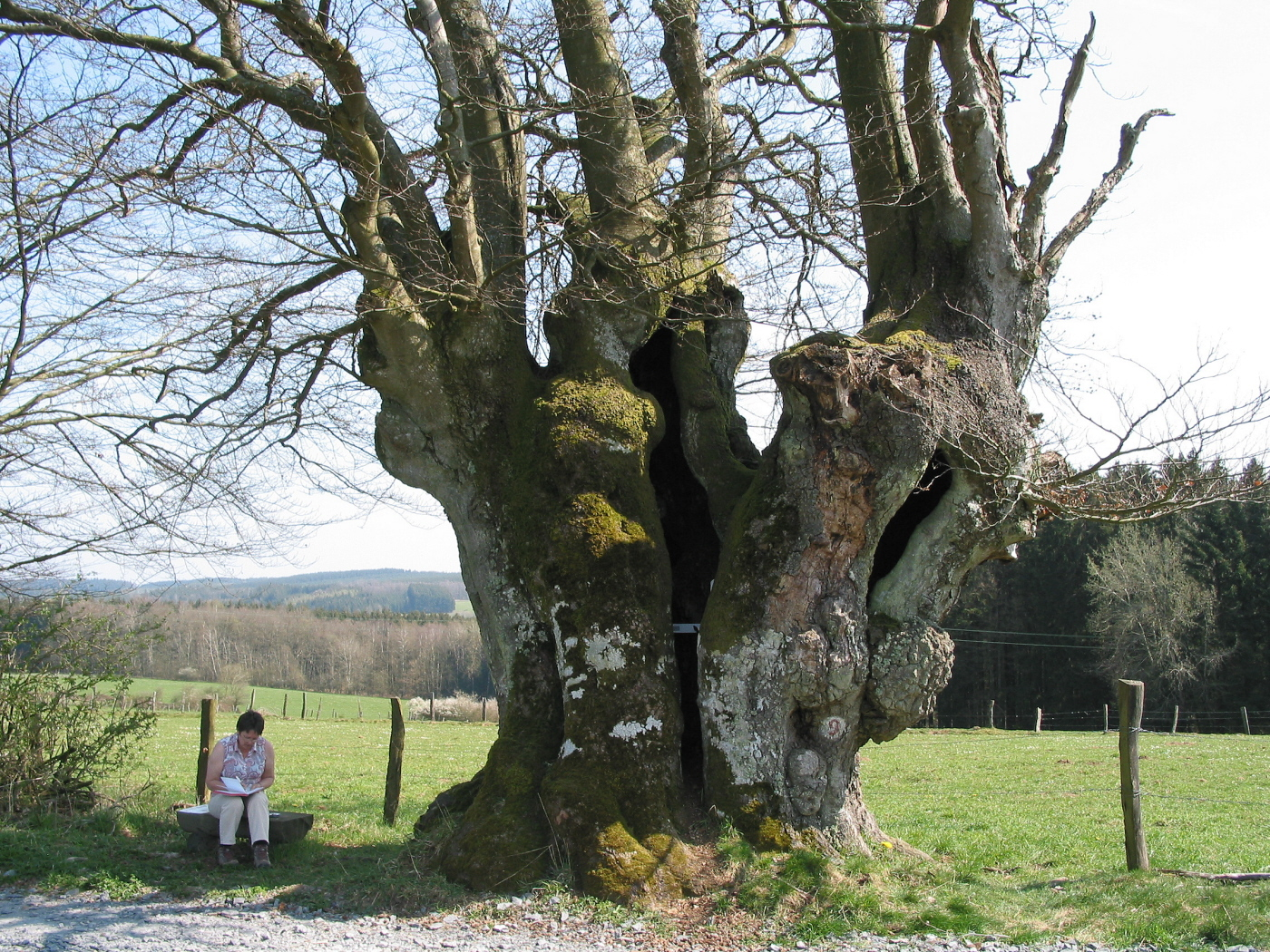
«Блаженный Гессе»

Самый большой бук в Бельгии — «Блаженный Гессе» (фр. Bonnerue (Houffalize)) — находится в деревне Мабомпре (фр. Mabompré) в коммуне Уффализ. Окружность его ствола в 1,5 м от земли 8 м.
В Нидерландах экземпляры европейских буков являются самыми высокими из широколиственных деревьев. До 2005 года это были буки на территории замка Миддахтен вблизи Арнема, посаженные в 1873 году, достигавшие высоты более 44 м, а самые высокие из них — 46 м и 48,5 м. Они были вырублены в ноябре 2005 года. Теперь самыми высокими широколиственными деревьями являются буки, растущие в этом же районе, высотой 41 м.
В Испании в провинции Леон самый большой бук имеет диаметр ствола 6,32 м, его возраст оценивается в 500 лет.
300-летние буки растут в Восточных Карпатах в заповеднике Горганы. В национальном парке «Семеник — Ущелья Караша» в Румынии встречаются деревья с диаметром ствола до 1,4 м на уровне груди и высотой до 50 м. Возраст самых старых деревьев 350—400 лет.

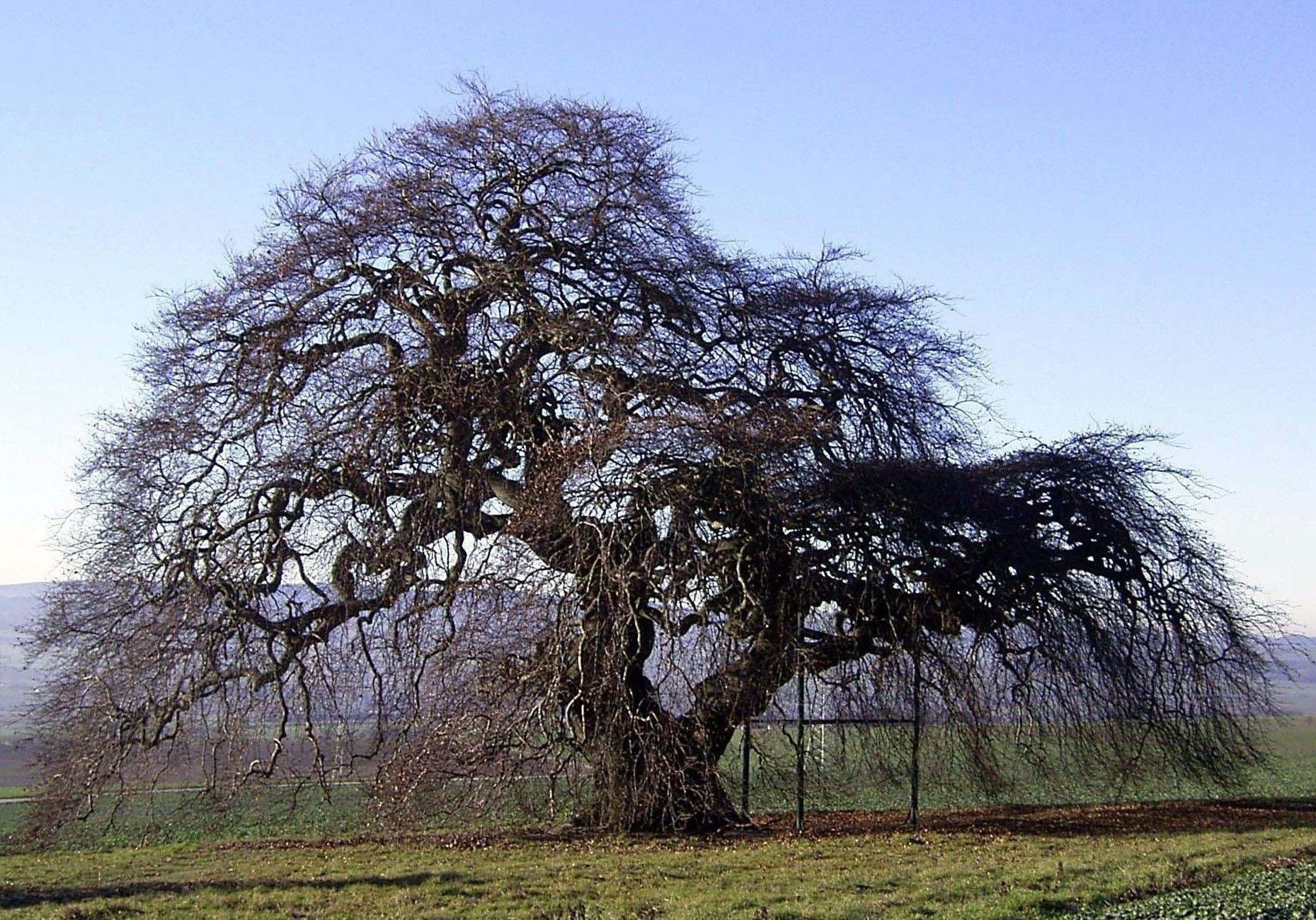
Бук-голова в 2003 году

В Германии когда-то самым известным среди буков извилистой формы был «Бук Тилли» (нем. Tilly-Buche) в лесу Зюнтель в горном массиве Везель, находящемся на территории природного парка Везербергланд-Шаумбург-Гамельн (нем. Naturpark Weserbergland Schaumburg-Hameln). Он просуществовал с 1739 по 1994 год. Людская молва, связывая это дерево с фельдмаршалом и знаменитым полководцем Тридцатилетней войны Тилли (1559—1632), переоценивала его возраст. В этом лесу есть ещё несколько знаменитых деревьев извилистой формы. Самым крупным из них в настоящее время считается «Бук-голова» (нем. Kopfbuche bei Gremsheim). Высота его 14 м, диаметр кроны 24 м, обхват ствола 6 м, ежегодный прирост диаметра ствола составляет 9,6 мм.

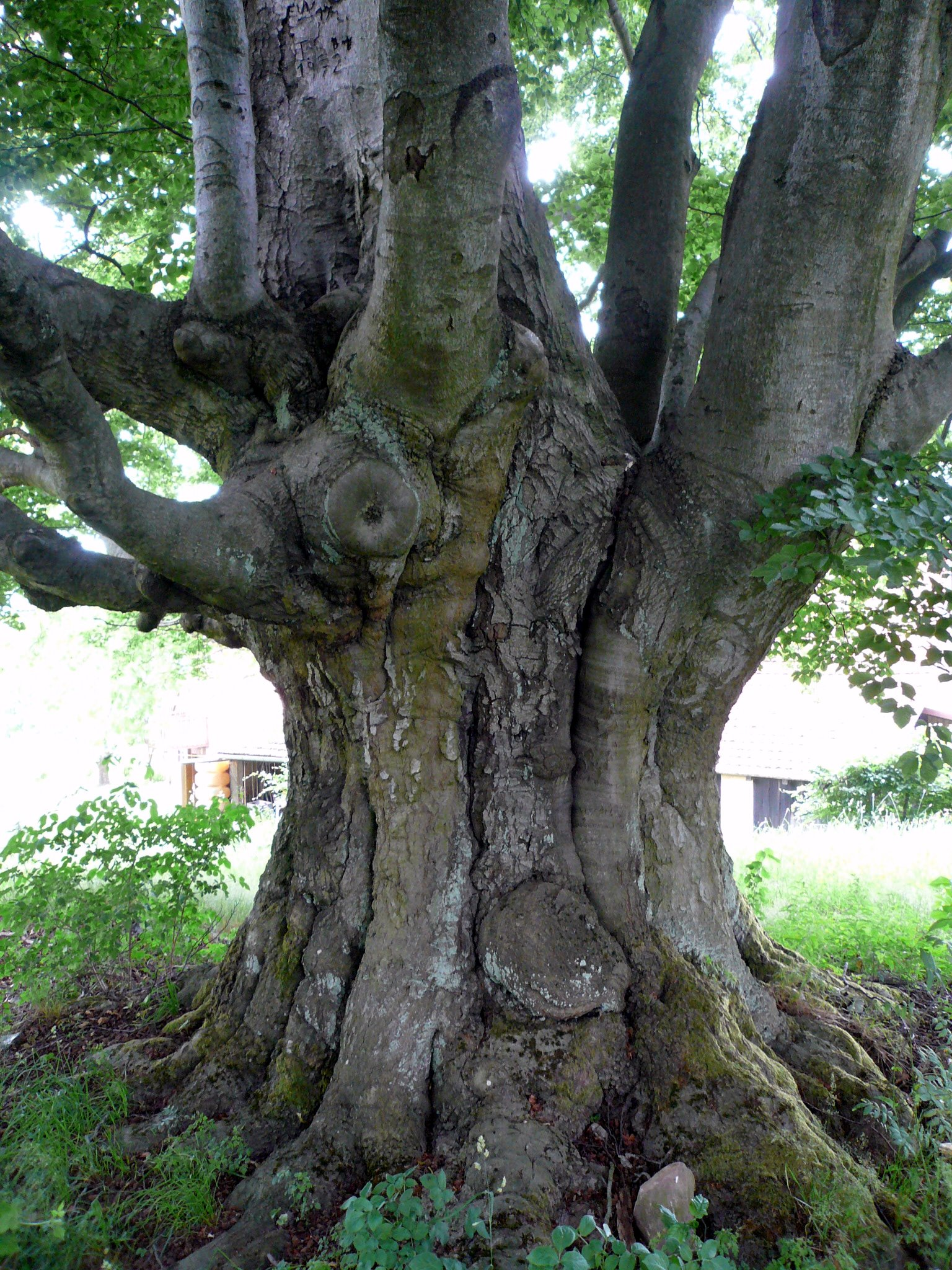
Бук Ханнесе

Один из самых знаменитых и «фотогеничных» буков — «Баварский бук» (нем. Bavaria-Buche), растущий в Верхней Баварии около деревушки Пондорф (нем. Pondorf (Altmannstein)). Его возраст оценивается в 500—800 лет, при том что буки редко живут более 300 лет. В обхвате он достигал 9,8 м, в высоту — 22 м. Крона имела диаметр 30 м и занимала площадь в 750 квадратных метров. Дерево сильно пострадало во время бури 19 августа 2006 года.
Ряд самых крупных буков внесён в Немецкий реестр деревьев (нем. Deutsches Baumarchiv). Среди них 250-летний бук Ханнесе (нем. Hannesebuche) 6,15 м в обхвате и 21 м высотой. Очень интересен бук из Митгенфельда, в обхвате 7,6 м, состоящий из двух отдельно растущих половинок. В Германии известен «пастбищный бук в Тодтмосе» (нем. Weidbuche in Todtmoos) из Тодтмоса возрастом 400 лет.
В Списке самых мощных буков Германии 34 дерева, они имеют стволы обхватом от 6,25 до 9,8 метров на высоте 1 метр от земли.

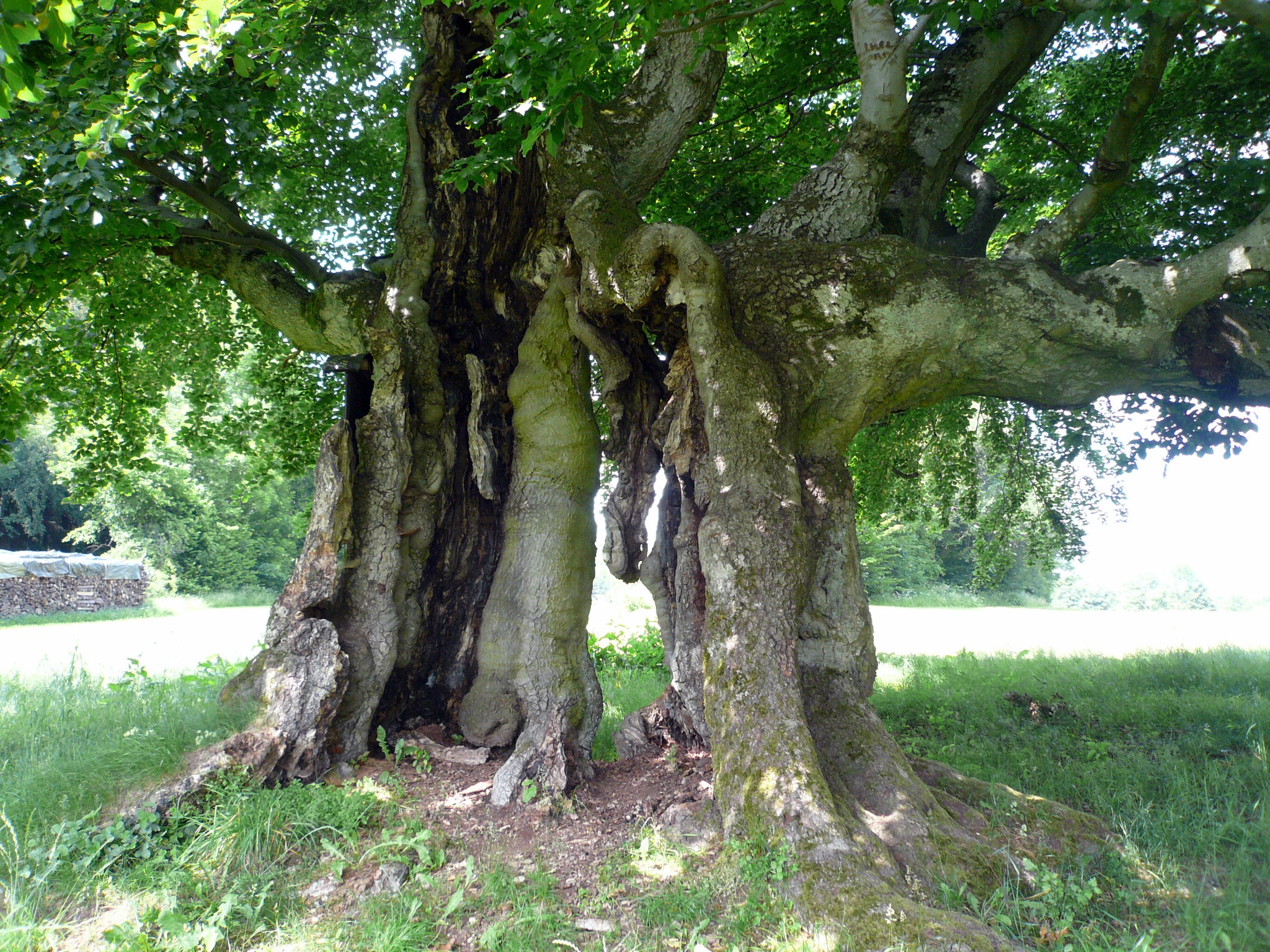
Бук из Митгенфельда

Название единице управления в Швейцарии Бух-ам-Ирхель дал существующий в действительности экземпляр пурпурного бука Fagus sylvatica f. purpurea на горе Штаммберг, документально зарегистрированный в 1680 году. Это старейший из известных пурпурных буков в Европе. В 2007 году он сильно пострадал от бури. Существует сага, согласно которой листья дерева окрасились кровью во время происшедшего здесь братоубийства.
В Дании известен бук, состоящий из одиннадцати стволов, растущих от одного корня, в обхвате 12,5 м. Его возраст оценивается в 350 лет.

### В символике
- Наряду с дубом бук считался символом Зевса и Юпитера. Отсюда эпитет Юпитера фагутал («бук»)[140].
- Символ мудрости, бук вместе с дубом, берёзой и оливой составляет основу неодруидического солнечного года. В гороскопе друидов буку соответствует дата 21—22 декабря. Бук выступает как символ величественности, силы и победы, стойкости и полноты жизненных сил. С ним связывают символику письменности и книгопечатание[141].
- Во Французском республиканском календаре буку посвящён 14 день весеннего месяца жерминаль, что соответствует 3 апреля.
- В геральдике бук символизирует буковые леса, а также урожай, достаток, щедрость, продолжение рода и традиций.
- В Германии бук считается символом родины, исторических и культурных традиций. Землю Эссен, особенно восточную её часть, часто называют Бухонией, символизируя этим внутреннюю солидарность проживающих там людей.
- Бук является национальным символом Дании. Национальный гимн Дании воспевает хвалу буковому дереву: «До тех пор, пока хотя бы одно буковое дерево в твоих великих парках будет отражаться в водах, Дания будет жить!» Там даже знаменитых футболистов называют «великими буками Дании»[142].

### В обычаях, сказаниях и легендах
- У сербов считалось опасным рубить старые буки и дубы — можно заболеть неизлечимой болезнью[142].
- Бук считался тотемом у славян. Его запрещалось рубить[142].
- На Львовщине считается, что каждое дерево любит свою землю: сосна лучше растёт на песке, дуб — на горной земле, бук — любит камень[142].

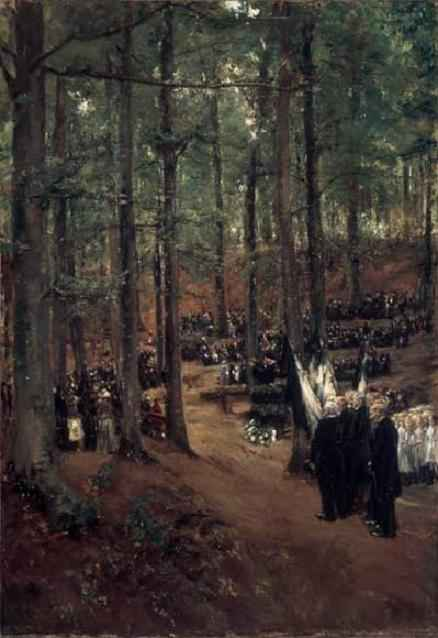
Макс Либерман. Поминальная служба по умершему императору Фридриху III в «Буковом зале» Бад-Кёзена.
1888

- Из времён кельтских верований на земле древних саксов, долее других верных языческим обычаям, сохранился обычай в праздник весны, который к настоящему времени слился с христианским праздником Пасхи, зажигать огни на холмах и горах, а также делать факелы из молодых веток бука. С ними в руках совершали целые процессии[143].
- Бук в лесу у деревни Домреми во Франции известен с древних времён как объект поклонения деревенских жителей, а также связан с именем Жанны д’Арк. Его называли «Деревом Дамы» (фр. abre des Dames от слова на диалекте Лотарингии abre=фр. arbre и Dames), или «Красотой мая» (Le Beau Mai), в другом переводе «Майским деревом». На судебном процессе Жанны д’Арк одиннадцать свидетелей ссылались на это дерево, как на живого свидетеля[17]:54—55. См. Ключ и дерево фей. Лес, в котором росло это дерево, называли «Лесом фей» (les Fées), где «феи танцуют». Предполагают, что это лес Верзи, где растут искривлённые буки извилистой формы. Как известно из легенд о Жанне д’Арк, под развесистым буком необычайной красоты в дни свой молодости ей было видение, определившее всю её дальнейшую судьбу.
- Необычный бук с вросшей в него скульптурой Христа («Бальцер Хергот» (нем. Balzer Herrgott)) является объектом поклонения многочисленных туристов и паломников. Это дерево находится в Шварцвальде, между Зимонсвальдом и Фуртвангеном и представляет собой «пастбищный бук». Скульптура распятого Христа выполнена из известняка и находится в нише, внутри нароста на стволе бука. Возраст самого дерева достигает, по разным оценкам, от 200 до 300 лет. Фигура Христа первоначально была выполнена в полный рост, но без рук и без ног. В настоящее время она вросла в дерево так, что видна одна голова. Истории возникновения этой скульптуры многочисленны и противоречивы, с ними связаны различные, часто фантастические, легенды. По одной версии, её оставили на холме бежавшие из Франции гугеноты, по другой — бежавшие во время Французской революции роялисты, по третьей — скульптуру спрятали в лесу во время войны монахи. Такие же противоречивые версии существуют по поводу исчезновения у скульптуры конечностей. Одни утверждают, что конечности ей отбил в приступе гнева от неудачной охоты охотник, другие — конечности были сломаны пасущимся скотом, когда скульптура лежала на земле. По ещё одному предположению, считающемуся наиболее правдоподобным, в результате схода лавины была погребена деревня, а статуя повреждена, к буковому дереву её прикрепили на рубеже веков два подмастерья часовщика[144][145]. Известно также, что в Европе христианские лидеры часто проповедовали у святых деревьев, устанавливали у наиболее почитаемых деревьев алтари, а на деревьях размещали распятия и образы Девы Марии.
- В языческие времена особым уважением у разных европейских народов пользовались буки с пурпурной окраской листьев, которую связывали с обрядом жертвоприношения. Об этом свидетельствуют найденные черепа и шкуры животных[146]:45.
- Немецкие легенды рассказывают о том, что Робин Гуд со своими лесными разбойниками проходил через буковый лес и на месте убитых пяти братьев выросли буки с пурпурными листьями[147].
- В одной народной английской сказке говорится об известном дереве снов, «спящем буке». Согласно рассказу, история дерева относится к ранним христианским временам. Однажды под ним был убит святой апостол, и корни дерева впитали его кровь. Люди верили в то, что сны, приснившиеся под ним, должны сбыться. Как-то бедный бродяга заснул под ним и увидел себя во сне окружённым любящей женой и двумя счастливыми, здоровыми детьми. В тот же день ему предложили работу в сельской гостинице вместе с кровом и питанием. В итоге он женился на дочке хозяина и сам стал хозяином заведения[142].
- Бук в фольклоре некоторых славянских народов служит мерилом силы. Так, персонажем чешских и словацких сказок является добрый и храбрый Валибук, смолоду демонстрирующий свою силу вырыванием из земли буков[148]. В герцеговинской народной сказке юноша, сын женщины и медведя, желая начать самостоятельную жизнь, по совету медведя-отца попытался дважды вырвать из земли буковое дерево, а вырвав его на второй раз, сделал из него дубинку[149].

### В народных приметах и поговорках
- Немецкие народные приметы:
  - Срубленные в новолуние буковые деревья не будут подвергаться нападению насекомых-вредителей[150].
  - За хорошим урожаем буковых орехов следует суровая зима; аналогичная швейцарская поговорка: «Vil Buech, vil Fluech»[150].
  - Если срез на буковом дереве, сделанный в ноябре, остаётся сухим, зима не будет суровой[150].
  - По народным поверьям, буковое дерево редко поражает молния[150]. Об этом же говорится и в поговорке: нем. Vor Eichen sollst du weichen, Buchen sollst du suchen!
- Шведские приметы:
  - Чтобы узнать, какой будет зима, нужно в День всех святых срезать веточку бука. Если срез будет сухим, зима будет тёплой, если влажным — холодной[1].
  - По буку фермеры определяли, пришло ли время сеять овёс. Сеют его, по-видимому, в момент распускания листьев бука. Если одно буковое дерево зелёное, а другое ещё нет, то и овёс будет таким же[1].
  - Если Вы хотите защитить свою любимую от несчастья, подарите ей листок или веточку бука[1].

### В топонимике и геральдике
С именем бука связаны названия: Буковина — историческая область в Восточной Европе (занимает часть Украины и часть Румынии), на территории которой бук занимал когда-то обширные площади, Буковецкая полонина (укр. Буковецька полонина) — плосковершинная возвышенность в Украинских Карпатах. Существует множество географических названий Буковец на территории Болгарии, Украины, Польши, Хорватии, Словакии.
|                     |                 |
| Черновицкая область | Хотинский район |

В Швейцарии существует более 700 географических названий, связанных с буком, среди них Бухтален, Шёненбух, Бух-ам-Ирхель, Буокс, а также Бухегберг (нем. Bucheggberg) — лёссовая возвышенность.
В Германии с буком связано около 1500 топографических имён, в том числе Бух, Бухен, Бухау, Бухенау, Буххольц:45, а также Бухенвальд — знаменитый буковый лес южнее Брауншвейга, нем. Buchenwald — «буковый лес».
|             |       |            |               |          |           |                 |           |          |                           |
| Вальдмюнхен | Бухен | Вальденбух | Фридрихсхафен | Блумберг | Бад-Бухау | Меркиш-Буххольц | Гросрешен | Нойбуков | Бухгольц-ин-дер-Нордхайде |

В Венгрии с буком связаны Бюкк — горный массив и город, Баконь — горный массив. На территории Румынии и Молдовы с буком связаны названия нескольких сёл и рек с названием Быковец.

### В других названиях
- Название сыроежки Мэйра в финском языке (фин. Pyökkihapero) связано с буком (Pyökki), на польском языке она называется Gołąbek buczynowy, что означает «сыроежка буковая».
- Хорватское название рыбы Boops boops является омонимом бука (сербохорв. bukve).
- Dub Buk — украинская рок-группа в стиле «мелодичный блэк-метал», образованная в Харькове в 1997 году.
- Каталонское название каменной куницы кат. fagina связано с буком (кат. faig).
- Немецкое название зяблика нем. Buchfink означает «буковый зяблик»[152].

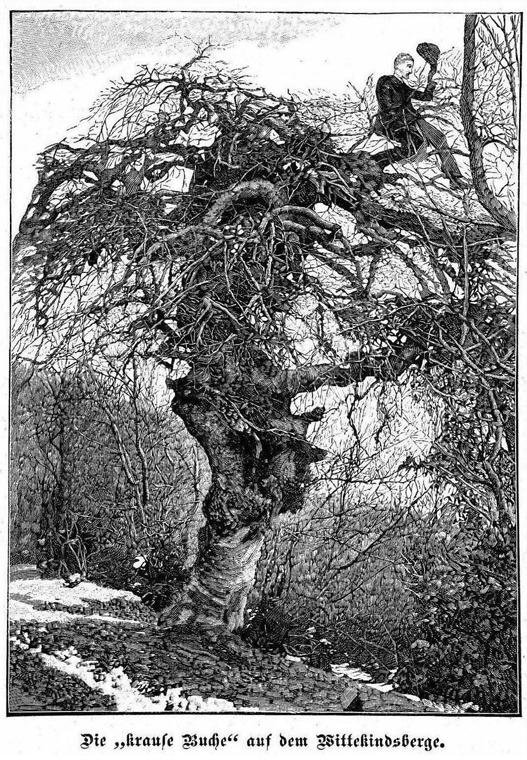
Неизвестный художник. Бук Краузе из Виттенкиндсберга

#### В изобразительном искусстве
Большое впечатление на художников разных жанров оказывали так называемые зюнтель-буки извилистой формы. Образ одного из них с именем «Бук Краузе», погибшего в 1851 году от удара молнии, неизвестный художник использовал в своей гравюре на дереве. Эта работа была неоднократно напечатана в различных изданиях, начиная с 1890 года.

#### В литературе
Первые упоминания бука в литературе встречаются у авторов античных времён. Оба Вергилия (Публий Вергилий Марон и Полидор Вергилий) и Плиний Младший упоминали его в своих произведениях. Плиний описывал буковую рощу, посвящённую Диане. Саллюстий писал, что он считает бук деревом, превосходящим все другие свой красотой, и он «не только рад отдохнуть под тенью бука, но и часто наливает вина на его корни и обнимает его». С древних времён у влюблённых осталась традиция назначать свидания под буковыми деревьями и оставлять признания в любви на их гладкой коре. Об этом есть упоминания у Вергилия: Or shall I rather the sad verse repeat which on the beech’s bark I lately writ? и у Брайанта: Who shall grave on the rind of my smooth beeches some beloved name?. И хотя Шекспир не уточнил вид дерева, но наверняка он имел в виду бук, когда написал в своей комедии «Как вам это понравится» (перевод А. Флори):
О Розалинда! Это имя тут

Как символ чистоты впишу навеки,

И люди хронику любви прочтут

На деревах лесной библиотеки.

Пиши, пиши, Орландо, на стволах

Хвалу, невыразимую в словах.
Имя красавицы Марселы в романе Сервантеса «Дон Кихот» было написано на буковых стволах:

Неподалёку отсюда есть одно место, где растёт около двадцати высоких буков, и на гладкой коре каждого из них вырезано и начертано имя Марселы, а на некоторых сверху вырезана ещё и корона, словно красноречивыми этими знаками влюблённый хотел сказать, что Марсела достойна носить венец земной красоты.
Соловей у Китса поёт в «зелени бука». Вот как это звучит в его «Оде соловью» в переводе Е. Витковского:
И внемлю, легкокрылая Дриада,

Мелодиям твоим,

Теснящимся средь буковых дерев,

Среди теней полуночного сада.
Возможно, наиболее известным поэтическим посвящением буку является произведение Томаса Кэмпбелла англ. «The Beech Tree’s Petition». Французский поэт Жозе-Мариа Эредиа написал поэму фр. «Le Dieu Hêtre», название которой можно перевести как «Божественный бук». Поэтический образ буков он использует и в «Дружеском послании»:
Мы дружбу завели на долгий-долгий срок,

и пусть она цветёт, как радостный цветок,

до возраста под стать летам могучих буков.
В Дании существует множество песен, воспевающих бук.
Вековые буковые деревья своим внушительным видом и связанными с ними легендами служили источником вдохновения многих писателей. Они (также как и в народных сказаниях) связаны с древними кельтами, друидами, карликами и великанами, средневековыми ведьмами, в фантастических произведениях — с призраками, гоблинами и другими вымышленными героями.
Жюль Верн в произведении «Замок в Карпатах» описал старый бук, который каждый год терял по одной ветке, тем самым якобы приближая разрушение заброшенного карпатского замка, расположенного высоко в горах и населённого, в воображении местного населения, нечистой силой.

### Прочее
- Бук европейский объявлен в Германии деревом 1990 года[150].
- Корни зюнтель-буков послужили прообразом рекламы зубной пасты Lacalut.
- Бук европейский неоднократно изображался на почтовых марках разных стран. Во Франции марки с его изображением выпускали трижды: в 1985, 1996 и 2009 годах; а в Румынии — четырежды: в 1963, два раза в 1994 и в 1998 годах[158].